# تاریخ افغانستان
تاریخ افغانستان  تاریخ  افغانستان (دوران پیش از اسلام)افغانستان، اگرچه به‌عنوان یک کشور و یک ملت دارای تاریخی جدید است؛ اما، این سرزمین از لحاظ قدمت تاریخی، یکی از کهن‌ترین کشورهای جهان به‌شمار کهن‌ترین کشورهای جهان به‌شمار می‌رود.
شواهد نشان می‌دهد که درجه‌ ی پیشرفته ای از فرهنگ زندگی شهرنشینی حدود ۳۰۰۰ تا ۲۰۰۰ سال پیش از میلاد مسیح هنگام ورود این مهاجرین به فلات ایران در این سرزمین وجود داشت. همچنین در مناطق مندیگک و مس‌عینک بناهای مربوط به پنج هزار سال پیش از میلاد یافت شده‌است. سرزمین افغانستان از لحاظ قدمت تاریخی یکی از کهن‌ترین سرزمین‌های جهان به‌شمار می‌رود.
افغانستان بخاطر قرار گرفتن در مسیر جاده ابریشم ، محل پیوندگاه تمدن‌های بزرگ جهان بوده و یکی از مهم‌ترین مراکز بازرگانی عصر باستان به‌شمار می‌رفته‌است. این موقعیت مهم و حساس ژئواستراتژیکی و ژئوپولیتیکی افغانستان در شکل‌دادن موزائیکی غنی از فرهنگ‌ها و تمدن‌های بزرگ همچون ایرانی، یونانی، بین‌النهرینی و هندی در این کشور نقش مهمی داشته‌است. از عصر پارینه‌سنگی و طی دوره‌های تاریخی، مردم افغانستان جایگاه عمده‌ای در معرفی و گسترش ادیان جهانی و نقش مهمی در بازرگانی و دادوستد داشته و گهگاه کانون مسلط سیاسی و فرهنگی در آسیا بوده‌اند. از این رو افغانستان در طول تاریخ گلوگاه یورش مهاجمان و جهان‌گشایانی بوده که ردپای آن‌ها هنوز در گوشه و کنار این سرزمین دیده‌می‌شود.
همان‌طور که از میان‌رودان (بین‌النهرین؛ عراق امروزی) به سبب تمدن‌های کهن و باستانی‌اش به‌عنوان «گهوارهٔ تمدن»، و از مصر باستان به سبب اهرام باستانی‌اش به‌عنوان «عجایب دنیای باستان» خوانده‌می‌شود، از افغانستان نیز به سبب موقعیت مهم و حساس ژئواستراتژیکی و ژئوپولیتیکی‌اش و حضور موزائیکی غنی از فرهنگ‌ها و تمدن‌های بزرگ در تاریخ هزاران سالهٔ این سرزمین به‌عنوان «چهارراهِ فرهنگ‌های باستان» یاد می‌شود.

## دوره‌های تاریخی
در این نوشتار، تاریخ افغانستان به سه دوره تقسیم شده‌است:

### دوران پیش از اسلام
1. دوران پیشاتاریخ:

دورانی که به سبب نبود خط و کتابت در آن اطلاعات زیادی از آن در دسترس نیست و فرضیات دانشمندان از این دوره تنها بر آثار به‌دست آمده از کاوش‌های باستان‌شناسی و مطالعات زبان‌شناسی استوار است؛ این دوران از دورهٔ پارینه‌سنگی زیرین که در این دوره نخستین شواهد باستان‌شناسی از حضور انسان در شمال کوهپایه‌های هندوکُش در حدود ۱۰۰٫۰۰۰ پیش از میلاد به دست آمده، آغاز می‌شود، و تا پایان عصر بُرُنز و عصر آهن در اوایل سدهٔ هفتم پیش از میلاد (پیدایش خط) را دربرمی‌گیرد؛
1. تاریخ باستان:

دوران پس از پیدایش خط، که معلومات زیادی از آن در نوشته‌های کهن به جای مانده، و از دورهٔ فرمانروایی مادها و هخامنشیان در اوایل سدهٔ هفتم پیش از میلاد آغاز می‌شود، و تا حملهٔ اعراب به افغانستان در سدهٔ هفتم میلادی را در بر می‌گیرد.

### دوران پس از اسلام
که از سلطهٔ اعراب بر افغانستان (خُراسان و سیستان بزرگ تاریخی) آغاز می‌شود و تا تشکیل حکومت افغان به دست احمدشاه دُرانی در سال ۱۷۴۷ میلادی را در بر می‌گیرد. ۰۰

### دوران معاصر
1. تشکیل حکومت افغان:

که از تأسیس پادشاهی دُرانی در سال ۱۷۴۷ میلادی آغاز می‌شود و تا شکل‌گیری افغانستانِ مدرن در اواخر سدهٔ نوزدهم و اوایل سدهٔ بیستم میلادی را دربرمی‌گیرد؛
1. افغانستان مُدرن:

که از شکل‌گیری افغانستانِ مدرن در اواخر سدهٔ نوزدهم و اوایل سدهٔ بیستم میلادی آغاز می‌شود و تا پایان نظام پادشاهی در افغانستان در سال ۱۹۷۳ میلادی را دربرمی‌گیرد.
1. افغانستان از ۱۹۷۳ به بعد:

که از پایان نظام پادشاهی و تأسیس نظام جمهوریت در افغانستان در سال ۱۹۷۳ میلادی آغاز می‌شود، و تا امروز را دربرمی‌گیرد.

## دوران پیشاتاریخ
دوران پیشاتاریخ یا دوران پیش از تاریخ یا ماقبل تاریخ از پیدایش انسان آغاز می‌شود و به پیدایش خط و کتابت منتهی می‌گردد. در آن دوران تجربه‌ها و دستاوردهای مردم به سرعت از بین می‌رفت و دانش انتقال پیدا نمی‌کرد.

### دوران پارینه‌سنگی

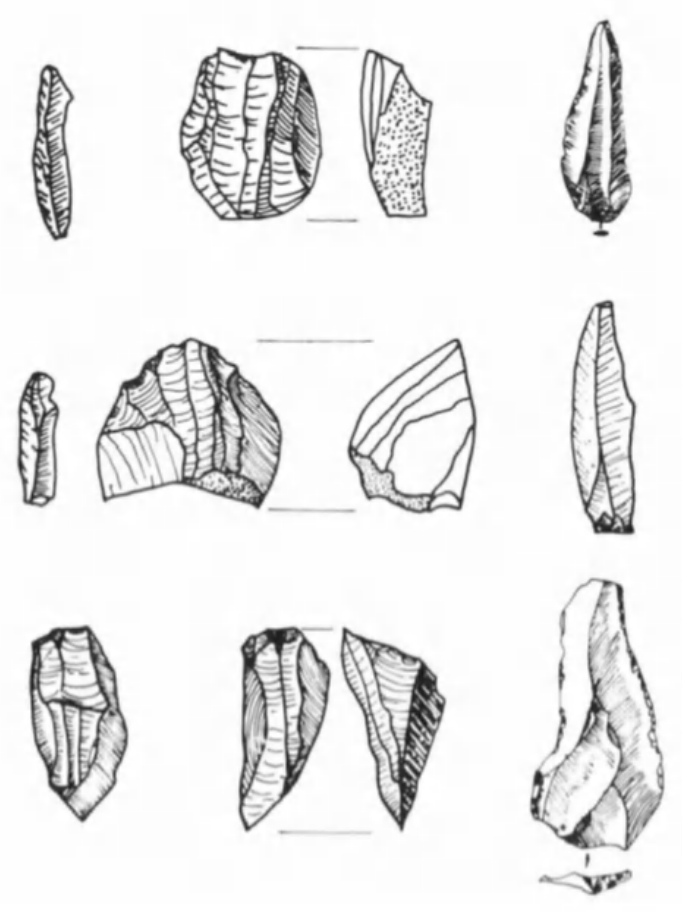
نگارهٔ ۱: ابزارهای سنگی شامل انواع تیغه‌های کوچک، متعلق به دورهٔ پارینه‌سنگی پایانی (۳۰٫۰۰۰ پیش از میلاد) که از قَرَه‌کَمَر در ولایت سمنگان، شمال افغانستان به‌دست آمده‌اند.

دوران پارینه‌سنگی یا عصر حجر (سنگ) کهن، نخستین، ابتدایی‌ترین و طولانی‌ترین مرحله زندگی انسان است؛ از دو میلیون و پانصد هزار تا دورهٔ نوسنگی (عصر حجر نو)، زمانی که انسان با کشاورزی آشنا شد، در حدود دوازده هزار سال پیش را در بر می‌گیرد. این دوران خود به سه زیر دوره تقسیم می‌گردد:
1. دورهٔ پارینه‌سنگی زیرین یا قدیم[پ ۲] یا دورهٔ دیرینه‌سنگی که از حدود دو میلون و پانصد هزار سال پیش شروع و تا یکصد هزار سال قبل ادامه پیدا می‌کند. در این دوره، گونه‌های اولیهٔ سردهٔ انسان (Homo) ظهور می‌کند، که از آتش استفاده می‌کرده و ابزار ساز بوده‌است. آثار دورهٔ پارینه‌سنگی زیرین در آفریقا، شرق مدیترانه و اروپا پیدا شده‌است.[۹]
2. دورهٔ پارینه‌سنگی میانی[پ ۳] یا دورهٔ میان‌سنگی-موسترین از حدود یکصد هزار سال قبل شروع و تا سی هزار سال پیش ادامه داشته‌است. انسان نئاندرتال در این دوره ظهور می‌کند. در این دوره، سنت ابزارسازی موسترین[پ ۴] پدیدار می‌شود که از ابزارهای پیشین پیشرفته‌تر است و شامل تراشه‌های سنگی، رنده‌ها، قلم‌ها، برمه‌ها (مته‌ها)، چاقوهای دسته‌دار و انواع تبر بوده‌است. در این دوره آیین تدفین وجود داشته‌است. انسان نئاندرتال به همراه متوفی ابزار، گُل و گِل اخرا دفن می‌کرده‌است. بر اساس نظریهٔ خروج از آفریقا و با توجه به شواهد ژنتیکی و فسیلی، انسان خردمند[پ ۵] در این دوره، حدود هفتاد هزار سال پیش از خاستگاهش در قاره آفریقا خارج می‌شود و از طریق تنگهٔ آبی باب‌المندب در قسمت جنوبی دریای سرخ به قارهٔ آسیا پا گذاشته و از آنجا به دیگر نقاط زمین مهاجرت می‌کند.[۱۰]
3. دوره پارینه‌سنگی پایانی[پ ۶]-بارادوستین از حدود پنجاه هزار سال پیش شروع و در ده هزار سال پیش پایان می‌گیرد. در این دوره انسان نئاندرتال از بین می‌رود و انسان خردمند در آسیای میانه پدیدار می‌گردد، و بدین‌ترتیب این منطقه را به یکی از قدیمی‌ترین منزلگاه‌های انسان تبدیل می‌کند.

### دوران پارینه‌سنگی افغانستان
فاصلهٔ زمانی زیاد، دیدگاهمان را راجع به پیدایش نخستین مردمان در افغانستان، که در تراس‌های رودخانه‌ها و غارهای زیستگردار و پناهگاه‌های صخره‌ای در شمال و شرق این کشور امروزی می‌زیستند تار می‌کند.
صدها ابزار سنگی در ساحه‌های متعدد در دشت و صحرا پراکنده شده‌اند - ابزاری چون ابزار کوارتزی متعلق به دورهٔ پارینه‌سنگی زیرین (تبرهای دستی، چاقوهای دسته‌دار و تراشه‌ها) با قدمتی بیش از ۱۰۰٫۰۰۰ ساله - گواهی است بر موجودیت فعالیت‌های منظم انسان در ابتدایی‌ترین بُرهه‌های تاریخی.
اسکلت انسان نِئاندِرتال در طی اواسط دههٔ هفتاد میلادی در درهٔ کور در بدخشان، و همچنین استخوان گیجگاهی بزرگی یافت شده‌اند که به عقیدهٔ دانشمندان می‌بایست متعلق به انسان امروزی با ویژگی‌های نئاندرتالی باشد.
لوئی دوپری، باستان‌شناس دانشگاه پنسیلوانیا راجع به کشف درهٔ کور می‌گوید:
شمال افغانستان شاید منطقه‌ای باشد که هوموساپینس‌های امروزی، یا دست کم گونه‌ای از انسان امروزی، از نظر فیزیکی و جسمانی تحول پیدا کرده و شروع به متحول کردن فناوری عصر حجر کردند.
 اما با حملهٔ شوروی به افغانستان در ۱۹۷۹ میلادی کاوش‌های باستان‌شناسی را که احتمالاً می‌توانست این فرضیهٔ شگفت‌انگیز را تأیید کند، متوقف ساخت.
در شمال افغانستان، از بلخ تا سرحد پاکستان، شواهدی روشن بر فرهنگ‌های عصر حجر، عصر نوسنگی و عصر بُرُنز اولیه موجود است. در یک پناهگاه صخره‌ای در قَره‌کَمَر، در ۱۴ مایلی شمال سمنگان ابزاری متعلق به عصر حجر با قدمتی حدود ۳۰٫۰۰۰ پیش از میلاد به‌دست آمده‌اند. (نگارهٔ ۱) بیشتر از ۲۰٫۰۰۰ ابزار سنگی بدست‌آمده از آق‌کُپرُک (در ولایت بلخ) آنچنان ماهرانه ساخته شده‌اند که باستان‌شناسان اغلب از سازندگان این ابزار در آق‌کُپرُک به عنوان «میکل‌آنجلوهای دورهٔ پارینه‌سنگی فوقانی» یاد می‌کنند.
آثار بدست‌آمده از آق‌کُپرُک متعلق به یک دورهٔ فرهنگی است که ۵۰۰۰ سال، از حدود ۲۰٫۰۰۰ تا ۱۵٫۰۰۰ سال پیش طول کشید. در دوره‌ای که هنرمندی ناشناس چهرهٔ یک مرد (یا یک زن؟) بر روی سنگ آهک کوچکی تراشیده - و یکی از نخستین ترسیم‌های چهرهٔ انسان ساخت دست است که به ما رسیده‌است. (نگارهٔ ۲)

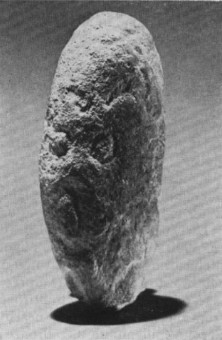
نگارهٔ ۲: سردیسی از انسان از آق‌کُپرُک، در ولایت بلخ، شمال افغانستان، پیرامون ۲۰٫۰۰۰ پیش از میلاد - نخستین ترسیم چهرهٔ انسان که تا اکنون در افغانستان کشف شده‌است.

اگرچه ترسیم‌هایی دیگر از استخوان و سفال در چکسلواکیا و فرانسه در دوره‌ای مشابه ساخته شده‌اند، اما بقایای حجاری‌های آق‌کُپرُک هنوز یکی از قدیمی‌ترین ترسیم‌های شناخته‌شده از چهرهٔ انسان است که تا به کنون کشف شده‌است. اما چرا این کنده‌کاری صورت گرفته؟ شاید پاسخ این پرسش را هرگز نیابیم.
دورهٔ پارینه‌سنگی زیرین افغانستان
ابزارهای مربوط به دورهٔ پارینه‌سنگی زیرین با قدمت بیش از ۱۰۰ هزار سال پیش در دشت ناوُر در غرب غزنی پیدا شده‌است. این ابزار شامل تعدادی ابزار سنگی ساخته شده از کوارتز است که شامل تراشه، ساطور، رنده، تیشه و تبر ابزار هستند. این آثار نخستین شواهد بدست‌آمده از دورهٔ پارینه‌سنگی زیرین در افغانستان هستند.
دورهٔ پارینه‌سنگی میانی افغانستان (۳۰٫۰۰۰–۵۰٫۰۰۰ پیش از میلاد):
آثار بدست‌آمده از درهٔ کور (کُر)، در غرب بدخشان، نخستین شواهد آشکار زیستگاه‌های انسان را در افغانستان نشان می‌دهد. طی کاوش‌هایی در درهٔ کور در سال ۱۹۴۴ توسط لوئی دوپری و همکارانش، ابزارهای موسترین و جمجمهٔ انسان نئاندرتال به‌دست آمده که مربوط به دورهٔ میان‌سنگی بوده و عمر آن را ۳۰ هزار سال پیش تخمین زده‌اند. از دیگر پایگاه‌های باستان‌شناسی مربوط به این دوره می‌توان از درهٔ چخماخ (در ولایت بلخ)، درهٔ دادِل (در ولایت بلخ)، دشت ناوُر (در ولایت غزنی)، غارِ مُرده‌گوسفند (در ولایت فاریاب)، حَیرَتان (در ولایت سمنگان)، قَرَه‌کَمَر (در ولایت سمنگان)، کِشم (در ولایت بدخشان)، سَرِ نمک (در ولایت سمنگان) و زَمبوکَن (در ولایت بلخ) نام برد.
دورهٔ پارینه‌سنگی فوقانی افغانستان (۱۰٫۰۰۰–۱۵٫۰۰۰ پیش از میلاد):
آثار به‌دست آمده از این دوره در آق‌کُپرُک (در ولایت بلخ)، درهٔ کلان (در ولایت سمنگان)، حَیرَتان (در ولایت سمنگان)، اسلام‌پنجه (در ولایت جوزجان)، کِلِفت (در ولایت بلخ)، کوک‌جَر (در ولایت سمنگان)، و سَرِ نمک (در ولایت سمنگان) یافت شده‌اند.
دورهٔ فراپارینه‌سنگی افغانستان (۸٫۰۰۰–۱۰٫۰۰۰ پیش از میلاد)
آثار به‌دست آمده از این دوره در آق‌کُپرُک (در ولایت بلخ)، باد آسیا؟ (در ولایت بدخشان)، بهارک؟ (در ولایت بدخشان)، برخَنِ زادیان (در ولایت بلخ)، درهٔ کلان (در ولایت سمنگان)، هزارسُم (در ولایت سمنگان)، قَرَه‌کَمَر (در ولایت سمنگان)، لَنگارکیش؟ (در ولایت بدخشان)، رحمان‌گُل (در ولایت بدخشان)، سَندوکتی (در ولایت جوزجان)، شاه‌تپه (در ولایت سمنگان)، سیاه‌ریگان (در ولایت سمنگان)، تاش‌گُذر (در ولایت فاریاب)، تاشقورغان (در ولایت سمنگان) و اوچ‌تپه (در ولایت بلخ) یافت شده‌اند.

### دورهٔ نوسنگی
(۴۰۰۰–۸۰۰۰ پیش از میلاد)
دورهٔ نوسنگی واپسین مرحلهٔ عصر حجر است و قبل از عصر فلزات یعنی عصر مس (Chalcolithic)، عصر بُرُنز (۴۰۰۰–۸۰۰۰ پیش از میلاد) و عصر آهن (۷۰۰–۱۵۰۰ پیش از میلاد) آغاز می‌گردد. در دورهٔ نوسنگی، در برخی نواحی خاور میانه، انسان در حدود ۱۱ هزار سال پیش، از مرحله جمع‌آوری و شکار به مرحله کشت و اهلی کردن برخ. کس نکو مؤمن نتقال یافت. به این خاطر دورهٔ نوسنگی را «عصر کشاورزی» نیز دانسته‌اند.
در سال ۱۹۶۵ دکتر لوئی دوپری در نتیجه کاوش‌های خود در آق‌کُپرُک، در جنوب مزار شریف و کنار بلخ‌آب، آثاری را به دست آورد که براساس شواهد اهلی‌ساختن حیوانات در این دوره، متعلق به دورهٔ نوسنگی است.
از دیگر پایگاه‌های باستان‌شناسی مربوط به دورهٔ نوسنگی می‌توان از چاش‌بابا (در ولایت جوزجان)، چیلیکِ قُل (در ولایت جوزجان)، چیلیکِ یَلدَش (در ولایت جوزجان)، چیلیکِ یاس‌خان (در ولایت جوزجان)، گورزیوان (در ولایت فاریاب)، هزارسُم (در ولایت سمنگان)، جَرقودوق (در ولایت جوزجان)، کَوک (در ولایت جوزجان)، خواجه دوکوه (در ولایت فاریاب)، خواجه دوکوه نو (در ولایت فاریاب)، کیلیفت (در ولایت بلخ)، لَیرو؟ (در ولایت زابل)، قاق (در ولایت فاریاب)، قاقِ نظارآغا (در ولایت فاریاب)، قره‌قُل (در ولایت جوزجان)، قَره‌تپه (در ولایت سمنگان)، قورقودوق (در ولایت جوزجان)، سَفَروال (در ولایت جوزجان) و سیدآباد (در ولایت جوزجان) نام برد.
زمین‌های کشاورزی با قدمتی ۲۰٫۰۰۰–۳۰٫۰۰۰ پیش از میلاد، که در هزار سُم و در کوهپایه‌های هندوکش یافت شده‌اند، این واقعیت را تأیید می‌کنند که شمال افغانستان یکی از نخستین جایگاه‌های حیوانات و گیاهان خانگی بوده‌است؛ و بعدها، روستاهای زراعی، با قدمتی ۵٫۰۰۰–۷٫۰۰۰ سال پیش از میلاد، در نزدیکی تپهٔ دِه‌مُراسی (پشتو: دِه‌مُراسی غوندَی) در ولایت قندهار، دورهٔ تحول انسان را نشان می‌دهد که روستاهایی با زمین‌های کشاورزی پدیدار شده و جایش را به شهرهای کوچک داده‌است. در این دوران، شواهدی از فرهنگ عصر بُرُنز به وفور پدیدار شد
در این دوره، در حدود ۷۰۰۰ سال پیش از میلاد، دهقانان و چوپانانی در جلگه‌های حاصلخیز پیرامون هندوکُش زندگی می‌کردند. این مردمان صنعت ابتدائی خانه‌سازی با خشت خام و سفالگری را با خود به همراه آوردند و بعدها، در عصر مس (Chalcolithic)، از فروش لاجورد (Lapis lazuli) که در سواحل و بستر رودخانه‌ها می‌یافتند و تجارت آن به کشورهای اولیه باختری از طریق فلات ایران و میان‌رودان ثروتمند می‌شدند.

### عصر بُرُنز و عصر آهن
(عصر برنز: ۱۵۰۰–۴۰۰۰ ق.م. عصر آهن: ۷۰۰–۱۵۰۰ ق. م)

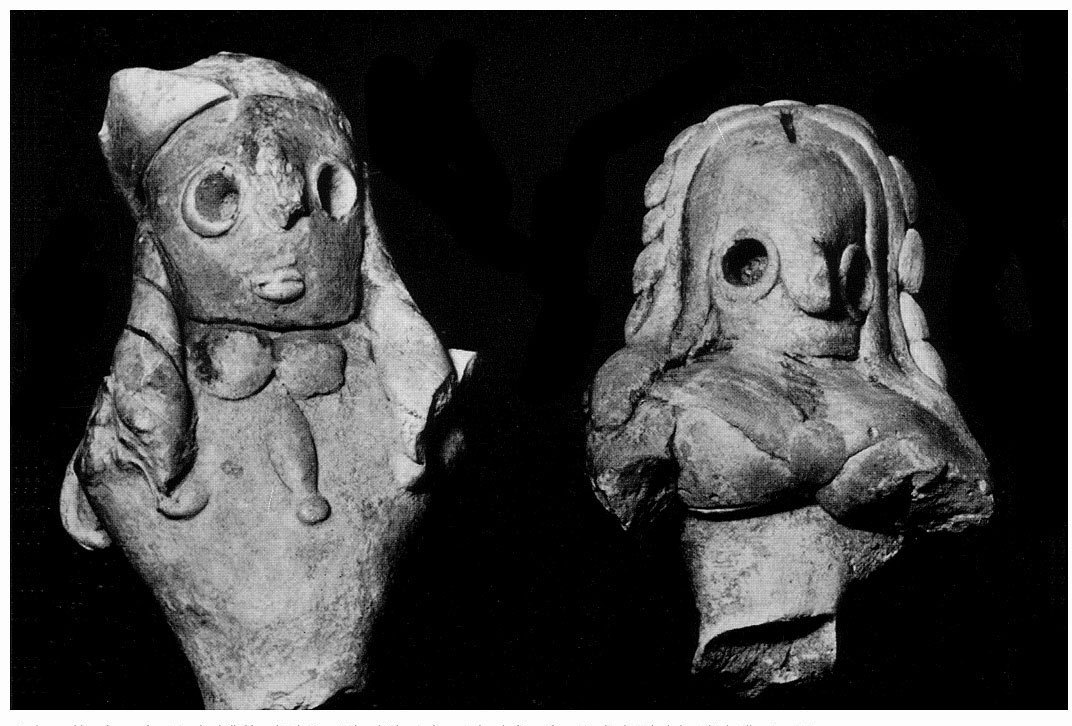
نگارهٔ ۳: تندیس‌های ایزدبانوان مادر از مُندیگَک (چپ) و تپهٔ دِه‌مُراسی (راست)، گِل پُخته، ولایت قندهار، هزارهٔ سوم پیش از میلاد.

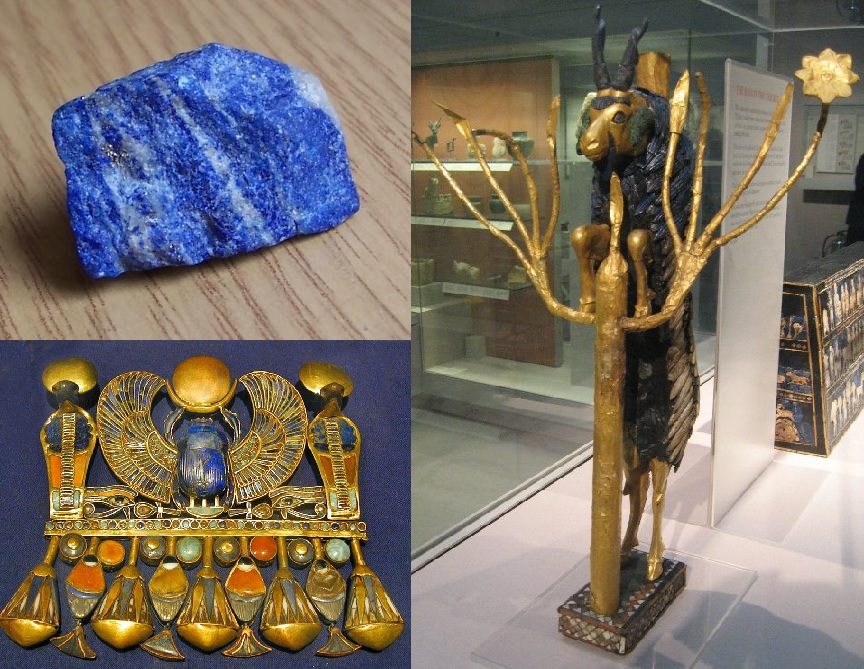
نگارهٔ ۴: سنگ لاجوَرد (لاتین: Lapis lazuli) نوعی سنگ قیمتی آبی‌رنگ است که تنها در افغانستان یافت می‌شود ولی از هزاران سال پیش در جهان خواهان زیادی داشته‌است. این سنگ در جواهرات فراعنهٔ مصر باستان، هنر خاور نزدیک باستان و تا هنر رنسانسِ ایتالیا به چشم می‌خورد. وجود ده‌ها تُن سنگ لاجورد بکارفته در گنجینه‌های شاهان میان‌رودان (بین‌النهرین) و فراعنهٔ مصر باستان نشان‌دهندهٔ این واقعیت است که این سنگ قیمتی در آن عصر در اوج مُد بوده و نیاکان باشندگان افغانستان در تجارت و بازرگانی در عصر بُرُنز نقش پویایی داشتند. همچنین ضرورت انتقال این همه سنگ لاجورد از افغانستان به خاور نزدیک و مصر گواه بر موجودیت امکانات و تأسیسات پیشرفتهٔ بین راهی در آن عصر است.
سمت چپ، بالا: نمونه‌ای از سنگ لاجوَرد.
سمت چپ، پایین: لاجورد بکار رفته در یکی از زیورآلات توت‌عنخ‌آمون، یکی از فراعنهٔ مقتدر مصر باستان، ۱۳۵۲–۱۳۶۱ پیش از میلاد.
سمت راست: لاجوَردِ بکار رفته در «قوچ در یک بیشه»، بدست‌آمده از مقبره‌های شاهی شهر باستانی اور، میان‌رودان (بین‌النهرین) باستان، عراق امروزی، ۲۵۰۰–۲۶۰۰ پیش از میلاد.

فرهنگ عصر بُرُنز (عصر مِفرَغ) اولیه در شمال و شرق افغانستان پدید آمد. در عصر برنز سه تمدن باختر-مرو (که گاه 'تمدن آمودریا' نامیده می‌شود)، درهٔ سِند و جیرُفت (تمدنی نیاعیلامی) در افغانستان تأثیرگذار بودند. (نقشهٔ ذیل را ببینید). نخستین شواهد واقعی شهری‌سازی در تپهٔ دِه‌مُراسی (پشتو: دِه‌مُراسی غوندَی) و مندیگَک (در نزدیکی قندهار امروزی) پدیدار گشت، که پایتخت‌های محلی تمدن دره سند بودند. اقتصاد بر اساس گندم، جو، دامداری و معدن‌کاری استوار بود. سنگ لاجوَرد که در گورهای پادشاهان اور در جنوب عراق، پیرامون ۲۵۰۰–۲۶۰۰ پیش از میلاد، بکار رفته بود از بدخشان در شمال‌شرق افغانستان در همان دوره استخراج شده بود. همچنین شبکهٔ راه زمینی بازرگانی دوربردی با میان‌رودان (بین‌النهرین) و مصر ایجاد شده بود.
با اینکه بسیاری از آثار ساحه‌های چون دشت دَشلی به غارت رفته، آثار بسیار زیاد دیگری نیز کشف شده، و آثار بیشتری انتظار می‌رود در این ساحه‌ها پیدا شوند.
در طی جستجوهای باستان‌شناسان برای یافتن تمدن، آن‌ها در مُندیگک (در نزدیکی قندهار امروزی) شواهدی از یک شهر واقعی پیدا کردند، و شواهدی از بناها و اشیائی که شهرهای واقعی برجای می‌مانند: بناهای مذهبی و آثار هنری حجاری‌شده و نقاشی شده.
در مندیگک، باستان‌شناسان بنای ستون‌دار بزرگی متعلق به هزارهٔ سوم پیش از میلاد کشف کردند که درگاهش با خط سرخ ترسیم شده بود، و احتمالاً برای اهداف مذهبی بنا شده بود. در تپهٔ دِه‌مُراسی، باستان‌شناسان مجموعه‌ای از یک زیارتگاه را پیدا کردند که حاوی اشیایی بود متعلق به مراسم مذهبی همچون شاخ‌های بُز، یک کاسه، مُهر مِسی، لولهٔ مسی توخالی، جام کوچکی از سنگ مرمر، و یک تندیس سفال‌گری‌شده و کنده‌کاری‌شده از یک ایزدبانوی مادر (نگارهٔ ۳) و تندیسی که نشانهٔ فراوانی بوده و مشابه تندیس‌هایی بود که در مندیگک نیز یافت شده بودند.
عاقبت تپهٔ دِه‌مُراسی در حدود ۱۵۰۰ پیش از میلاد متروکه شد، شاید به دلیل تغییر مسیر رودخانه به‌سوی غرب که تپهٔ دِه‌مُراسی آنجا بنا شده بود. مندیگک برای ۵۰۰ سال دیگر نیز دوام پیدا کرد. دو هجوم پیاپی قومی کوچ‌نشین از سوی شمال باشندگان این ساحه‌ها را بعد از ۲۰۰۰ سال زیست مداومشان در این شهر مجبور به ترک آن شدند.
زمانیکه باستان‌شناسان در افغانستان تمدن‌های باستانی را در مندیگک و دِه‌مُراسی کاوش می‌کردند، نزدیک به سه هزار کیلومتر آنطرفتر در غرب، در شهر باستانی اور در جنوب عراق، یک تیم دیگر از باستان‌شناسان زمانی که جواهر و آثار کشف‌شدهٔ دیگر یافت‌شده از مقبره‌های شاهی (حدود ۲۴۰۰ پیش از میلاد) را مطالعه می‌کردند، به آثار چشمگیر دیگری برخوردند.
بیش از بیست هزار مُهره‌های ساخته‌شده از سنگ لاجوَرد از مقبره‌های شاهی بیرون کشیده شده بودند که همگی دقیقاً ترکیب معدنی یکسانی داشتند؛ بدین معنا که همگی از یک معدن استخراج شده بودند. در واقع، پس از بررسی‌های گسترده، به این نتیجه رسیدند که تقریباً هر یک از این لاجوردهای بکاررفته در جواهرات شاهانِ خاور نزدیک باستان (نگارهٔ ۴) - که هزاران کیلو سنگ لاجوَرد بود - همگی از یک رشته‌کوه آمده بودند، معدن سرِ سنگ در اعماق هندوکش افغانستان.
انتقال این همه سنگ لاجورد از افغانستان تا میان‌رودان (بین‌النهرین)، و حتی تا مصر (جایی که این سنگ آبی‌رنگ به عنوان اوج مُد انگاشته می‌شد)، و حمل اجناس قیمتی از آنطرف (همچون طلا، مس، سنگ‌های قیمتی، چوب و حیوانات غیر بومی) بدون تدارکات لجستیکی پیشرفته و مجموعه‌ای از امکانات و تأسیسات بین راهی امکان نداشت.
همان‌طور که شواهد باستان‌شناسی نشان می‌دهد، تمدن دوران هزارهٔ چهارم و سوم پیش از میلاد هیچ خلأئی را در پهناوری دنیای ارتباطی و تجاری که میان‌رودان را با هند و چین وصل می‌کرده، باقی نگذاشته‌است.
در ۴۰۰۰ پیش از میلاد، شکل‌های اولیه از زندگی شهری با فرهنگ‌های خاص در بازه‌های زمانی منظم رونق پیدا کرد، که نمونهٔ آن جاپاهای سنگی، در سرتاسر آسیای میانه است؛ بنابراین لاجوَردی که از معادن سرِ سنگ در افغانستان به شهرهای بزرگی چون اور در ۲۴۰۰ پیش از میلاد می‌رسید و در امتداد راه‌های تجاری حمل می‌شد، مبادلهٔ آن هزاران سال پیش از آن فعال بوده‌است.
برعکس تمدن‌های میان‌رودان، مصر یا درهٔ سند، در تمدن‌های آسیای میانه، رودهای برتری برای تمرکز دادنِ مردم، منابع و مبادلات در مسیر کوه تا اقیانوس وجود نداشت. با این وجود، آمیزشی بزرگ از مردمان متنوع و جوامع مستقل در این سرزمین‌های دورافتاده برخاستند - یک شهرنشینی ناپیوسته که در آن کمبود آب و شرایط اقلیمی سخت معمول بوده‌است.
آثار به‌دست آمده از عصر بُرُنز در افغانستان (۱۵۰۰–۴۰۰۰ پیش از میلاد) در اکرم‌قلعه (در ولایت هلمند)، علی‌آباد (در ولایت کُندوز)، آق‌کُپرُک (در ولایت بلخ)، اَرَنجی (در ولایت جوزجان)، اَیَتان‌تپه (در ولایت سمنگان)، باد سه‌غوندَی (در ولایت قندهار)، باغِ پول‌غوندی (در ولایت قندهار)، بَرَگ‌توت (در ولایت فراه)، باسیز (در ولایت کُندوز)، بوئینه‌قره (در ولایت بلخ)، چادُرتپه (در ولایت بلخ)، چارسنگ‌تپه (در ولایت قندهار)، چولِ آبدان (در ولایت کُندوز)، دَم (در ولایت نیمروز)، درهٔ کور (در ولایت بدخشان)، دَشلی ۱ (در ولایت جوزجان)، دشلی ۳ (در ولایت جوزجان)، دشلی شرقی (در ولایت جوزجان)، دشلی جنوبی (در ولایت جوزجان)، تپهٔ دِه‌مُراسی (در ولایت قندهار)، ده نو (در ولایت سمنگان)، فرخ‌آباد (در ولایت بلخ)، گردان‌ریگ (در ولایت نیمروز)، هیردای‌تپه (در ولایت فاریاب)، قندهار، خوش‌بای (در ولایت تخار)، خوش‌تپه (تپه فُلول) (در ولایت بغلان)، کهنه قلعه طالقان (در ولایت تخار)، لَیرو (در ولایت زابل)، مُندیگَک (در ولایت قندهار)، مُندی‌حصار (در ولایت قندهار)، قونسای (در ولایت کُندوز)، قورغان‌تپه (در ولایت تخار)، سعید قلعه‌تپه (در ولایت قندهار)، سسماق (در ولایت تخار)، شهر صفا (در ولایت زابل)، شیرآباد (در ولایت سمنگان)، شورتوغَی (در ولایت تخار)، سیاه‌ریگان (در ولایت سمنگان)، اِسپیروَن (در ولایت قندهار)، تیکَر (در ولایت فاریاب) و اورته‌بُز (در ولایت تخار) یافت شده‌اند. (نقشهٔ بالا را ببینید)
فرهنگ‌های عصر برنز تأثیرگذار در افغانستان و فرهنگ‌های مرتبط با آن در منطقه
پایگاه باستان‌شناسی ■
شهر امروزی ◉
توجه: برای مشاهدهٔ موقعیت صحیح این پایگاه‌ها از تفکیک‌پذیری (resolution) ابعاد ۱۹۲۰ در ۱۰۸۰ و زوم %۱۰۰ در صفحهٔ نمایشگر خود استفاده کنید.
عصر برنز جدید و عصر آهن، مهاجرت آریایی‌ها و تمدن باختر-مَرو

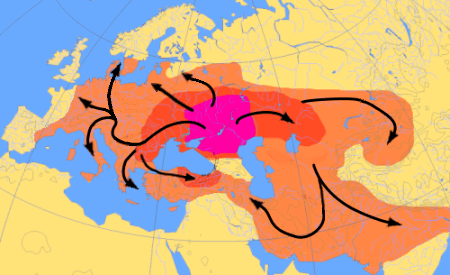
نگارهٔ ۵: نقشهٔ مهاجرت‌های هندواروپائیان در حدود شش تا سه هزار سال پیش از دیدگاه مُدل کورگان (Kurgan)

بعد از ۲۴۰۰ پیش از میلاد، رشد جوامع شهرنشین در آسیای میانه به‌شدت به چالش کشیده شد. در طی یک مدت‌زمان ۳۰۰ ساله، هیچ‌کدام از مراکز عمده‌ای که در نیمهٔ اول هزارهٔ سوم پیش از میلاد به وجود آمده بودند، دیگر دارای سکنه نبودند. دلایل دقیق برای این «فروپاشی مدنی» همچنان یک راز مانده‌است. با اینحال در اواخر هزارهٔ سوم پیش از میلاد، در شمال افغانستان و جنوب ترکمنستان و ازبکستان، مجموعه‌ای از وقایع منجر به ظهور شهرها و زیستگاه‌هایی شد که از آن پس می‌رفت تا تأثیر عمده‌ای برجای بگذارد.
شمار زیادی از مهاجمان و مهاجران کوچ‌نشین، مردمان دامدار بدون شهر که سوار بر اسب یا با ارابه سفر می‌کردند، و از قبل بنام آریایی‌ها (برگرفته از واژهٔ سانسکریت، به معنای «مردمان نجیب و شریف») شناخته می‌شدند، از منطقهٔ دریای مازندران به‌سوی جنوب مهاجرت کرده و از آمودریا (Oxus) گذشته و طی اوایل هزارهٔ دوم (حدود ۱۷۰۰ پیش از میلاد) وارد افغانستان امروزی شدند. (نگارهٔ ۵)
هیچ گونه آثار هم‌عصر با سفر آریایی‌ها یافت نشده‌است. اما نظر به افسانه‌ها، آریایی‌ها هم‌زمان با مهاجرتشان سروده‌هایی سروده‌اند که دهان به دهان از یک نسل از موبدان (روحانیون) به نسلی دیگر منتقل می‌شده تا اینکه در حدود ۱۲۰۰ پیش از میلاد، زمانی که این سروده‌ها در مجموعه‌ای چند جلدی جمع‌آوری شد که بنام ریگ‌وِدا (۱۱۰۰–۱۷۰۰ ق. م) مشهور است.
این نوشته‌ها، راجع به قومی هستند، که قرن‌ها پیش از آن، از هندوکش برخاسته و در ۱۵۰۰ پیش از میلاد از رود کوبها، یا رود کابل، گذشتند (نگارهٔ ۶) و بدین‌ترتیب تقریباً می‌توان سفر این کوچ‌نشینان را که وسعت آسیای میانه را پشت سر می‌گذاشتند، تجسم کرد.
اقوام آریایی از آسیای میانه ('مهاجرت آریایی‌ها') به شمال و غرب افغانستان رسیدند؛ برخی از آن‌ها در این مناطق مستقر شدند و بقیه بطرف شرق بسوی شمال هند و غرب بسوی فلات ایران رهسپار شدند. شواهد نخستین زیستگاه کوچ‌نشینان عصر آهن در آق‌کُپرُک ۴ (Aq Kupruk IV) یافت شده‌است. مردمان آریایی به شکل قبیله‌های کوچک در مناطق شرقی فلات ایران (شامل افغانستان امروزی)، در مغرب فلات پامیر و در شمال کوه‌های هندوکش می‌زیستند. اینان زبان و آداب و رسوم مشترکی داشتند. در دوران باستان، اقوام هندی و ایرانی (آنان که به زبان‌های هندوایرانی سخن می‌گفتند) خود را «آریایی» می‌نامیدند. نمونهٔ این اشاره‌ها را می‌توان در اوستا، سنگ‌نبشته‌های هخامنشی و متن‌های کهن هندو (مانند ریگ‌ودا) دید.
با رشد و رونق کشتزارها و روستاها مردمان ساکن جلگه‌های حاصلخیز پیرامون هندوکُش به‌تدریج شیوه‌های ابتدائی آبیاری را ابداع کردند که به آن‌ها اجازه می‌داد تا به کشت غلات در دشت‌های شمالی افغانستان روی آورند. این مناطق شمالی همان سرزمین باختر است که بعدها در نوشته‌های غربی بنام «باکتریا» (Bactria) یاد می‌شود. در سرزمین باختر مجموعه‌ای از واحه‌های مصنوعی دلتامانند توسط سیستم‌های گسترده آبیاری در ۴۰۰۰ سال پیش پدید آمد. باشندگان این آبادی‌ها زیستگاهایشان را در برابر مهاجمان مستحکم می‌کردند. شیوهٔ معماری که امروزه هنوز در شمال افغانستان مورد استفاده‌است. می‌نماید که فرهنگ این مردمان باشنده در واحه‌ها با فرهنگ همسایگان میان‌رودانیشان (بین‌النهرین) مشترکاتی داشته، از قبیل: صنعتگری هنرمندانه، وجود طبقهٔ نخبگان و رسوم همگانی پیچیده.
با این وجود، به دلیل فقدان خط و نوشتار در این تمدن، نام بومی تمدن آن‌ها مشخص نیست. محققان امروزه این تمدن گمنام را «مجموعهٔ باستان‌شناسیِ بلخ-مرو» (BMAC)، یا «تمدن آمودریا» (Oxus Civilization) می‌نامند. مدرک علمی بر موجودیت تمدنی پیشرفته در شمال افغانستان با قدمتی در حدود ۱۸۰۰–۲۱۰۰ پیش از میلاد از حفریات در بیشتر از دوازده ساحهٔ باستان‌شناسی در طی دههٔ هفتاد میلادی در BMAC به‌دست آمد. گنجینهٔ تپه فُلول در شمال افغانستان آثار به جای مانده از این تمدن است و نشان می‌دهد که مردم افغانستان در عصر بُرُنز در تجارت جهانی آن زمان سهیم بودند.

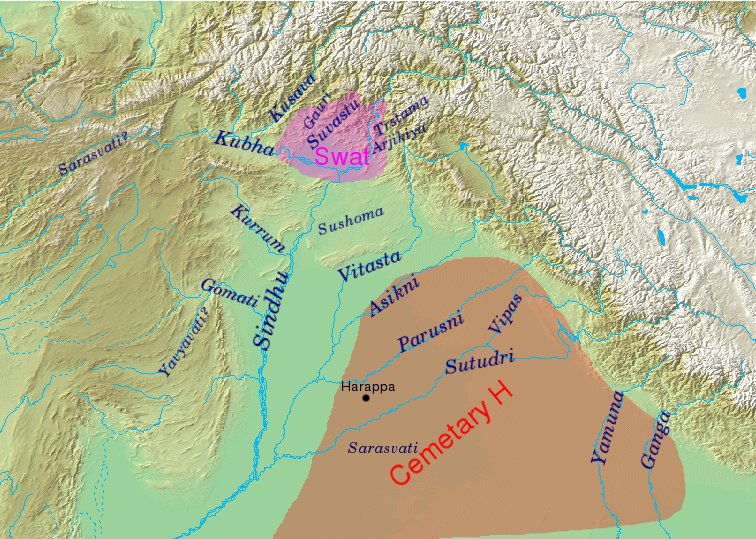
نگارهٔ ۶: جغرافیای ریگ‌ودا، با نام 'هفت رود'، که درهٔ رود کابل را که در نقشه بنام 'کوبها' (Kubha) دیده می‌شود، در برمی‌گیرد.

تمدن آمودریا در فاصله زمانی ۲۲۰۰ پیش از میلاد تا ۱۸۰۰ پیش از میلاد به سرزمین‌های شرقی گسترش می‌یابد و به کرانه‌های غربی رود سند رسیده و تمدن دره سند آنجا را منقرض می‌کند. گمان می‌رود، با افزایش تعداد اعضا، این مردمان ناچار به مهاجرت شدند و به نواحی شرق و غرب و جنوب سرزمین اصلی خود کوچ کردند. دلیل اصلی مهاجرت آن‌ها مشخص نیست، اما به نظر می‌رسد دشوار شدن شرایط آب و هوایی و کمبود چراگاه‌ها، از دلایل آن باشد.
پیرامون ۱۱۰۰–۱۷۰۰ پیش از میلاد: ریگ‌وِدا یکی از کهن‌ترین متون شناخته‌شده به یک زبان هندواروپایی، در دوره ودایی که ایرانیان و هندیان با هم می‌زیستند، در سَپته سِندو (Sapta Sindhu) ('سرزمین هفت رود')، که احتمالاً پنجاب یا درهٔ کابل باشد، نگاشته شد.
پیرامون ۱۳۵۰ پیش از میلاد: مهاجرت دسته‌هایی از اقوام ایرانی از مجموعهٔ باستان‌شناسیِ بلخ-مرو (BMAC) به‌سوی فلات ایران و غرب ایران.
پیرامون ۱۱۰۰–۵۵۰ پیش از میلاد: زرتشت یک آیین یکتاپرستی - مَزدَیَسنا - را در بلخ (Bactra) معرفی می‌کند که در سرتاسر فلات ایران منتشر می‌شود. از دیدگاه افسانوی (که در شاهنامه فردوسی در حدود سال ۱۰۰۰ میلادی آمده)، زرتشت در بلخ به‌دست یک تورانی بقتل می‌رسد. تورانیان یکی از چندین اقوام کوچ‌نشینی هستند که بین سال‌های ۱۱۰۰ و ۵۵۰ پیش از میلاد به شمال افغانستان یورش آوردند، یا در آنجا ماندند یا از آنجا گذر کردند. (تاریخ زرتشت مورد بحث است و از حدود ۱۲۰۰ تا حدود ۶۰۰ پیش از میلاد تخمین زده می‌شود)
قراری که از روی اوستا معلوم می‌شود، باشندگان بومی افغانستان و سرزمین‌های مجاور که خود را «آریایی» می‌نامیدند بخاطر سرما و کمبود چراگاه‌ها مجبور به مهاجرت به سرزمین‌های دیگر در گوشه و کنار افغانستان و سرزمین‌های مجاور می‌شوند. نسک‌های وَندیداد و یَشت از اوستا به محدودهٔ جغرافیایی اشاره دارد که نخستین منزلگاه‌های آریاییان را تشکیل می‌دادند و حدود آن سرزمین‌های شرقی فلات ایران تا سرحد ایران باستان و هند باستان بوده‌است.

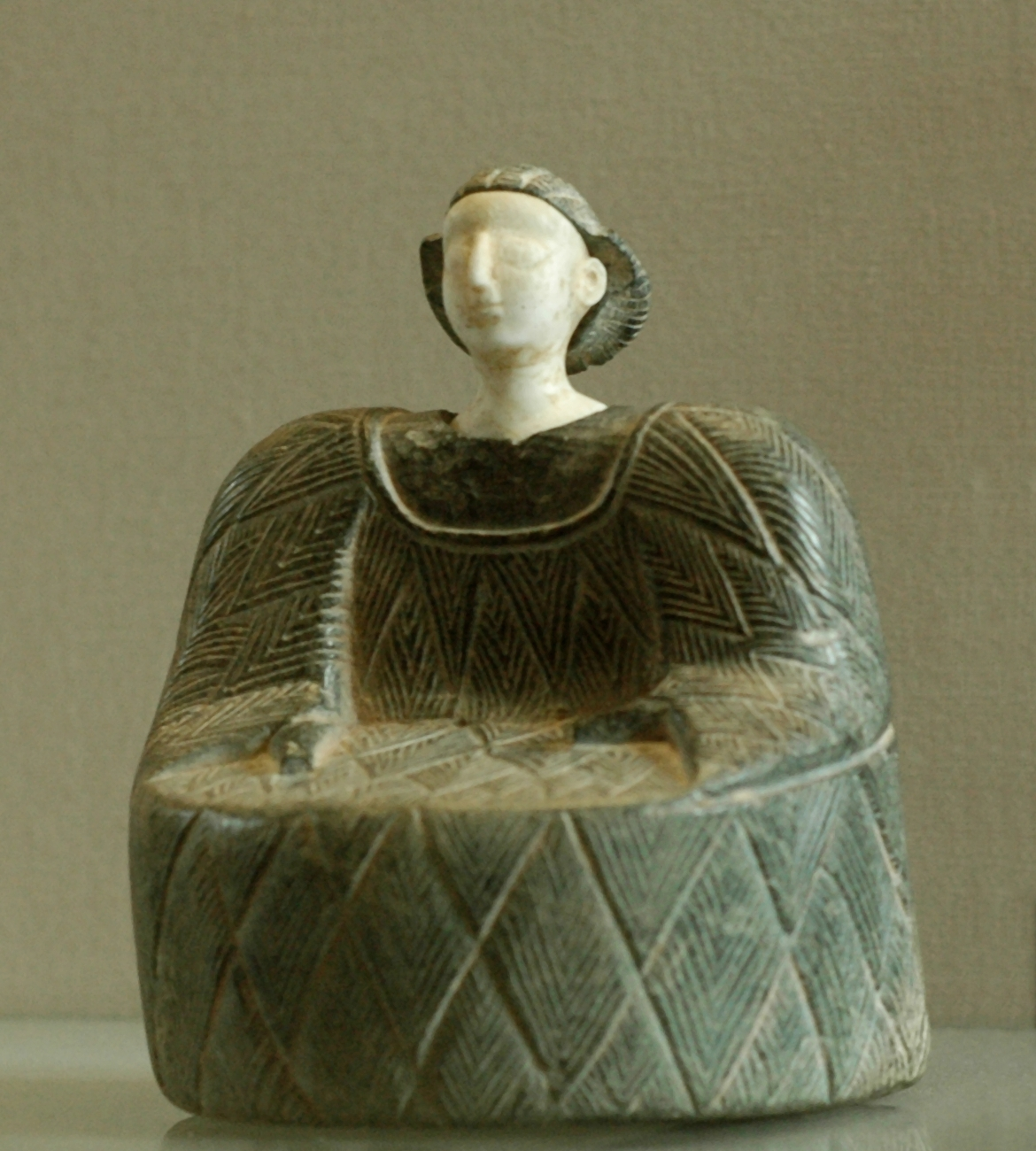
پیکرهٔ زنی مشهور به «شاهدخت باختری» با لباس کاوناکِس (Kaunakes)، بدست‌آمده از مجموعهٔ باستان‌شناسیِ بلخ-مرو (BMAC) یا «تمدن آمودریا»، سرزمین باستانی باختر در شمال افغانستان، هزارهٔ دوم پیش از میلاد، موزیم لوور در پاریس

در این میان فَرگَرد یکم وندیداد به فهرستی از شانزده سرزمین آفریدهٔ اهوره مزدا اشاره دارد که انگره‌مَینیو دربرابر آفرینش اهوره مزدا دست به آفرینش مخرب می‌زند. این فهرست عبارت است از:
1. اَیریانَه وَئِجَه* = زادگاه زرتشت (در حدود ۱۰۰۰ پیش از میلاد) و آیین مَزدَیَسنا، در مجاورت سرزمین‌های سُغد، مَرو و بلخ،... که بلافاصله بعد از آن آمده‌اند؛[۲۲][۲۳]*
2. گَه‌وَه = سرزمین سُغد؛
3. مُوئورو = سرزمین مَرو؛
4. باخذی = سرزمین بلخ؛
5. نیسایه = سرزمینی مابین مرو و بلخ، احتمالاً میمنه؛[۲۴]
6. هَرویوه = سرزمین هرات؛
7. وَئِکِرِتَه = سرزمین گندهارا؛[۲۵]
8. اوروا = احتمالاً منطقهٔ غزنی؛[۲۶]
9. خنِنته = سرزمینی که از آن زیستگاه مردمان «وَرکانه» یاد شده، جایی که مارکوارت زیستگاه بارکانی‌های (Barkánioi) اِستزیاس (Ctesias) می‌داند،[۲۷] قومی که با واژهٔ پارسی باستانی ورکانه مشابهت دارد، باشندگان هیرکانیا، گرگان امروزی، یا به احتمال کمتر، هیرکانیا؛[۲۸]
10. هَرَخوَیتی = سرزمین رُخَج (قندهار)؛
11. هَئِتومَنت = منطقهٔ هلمند که کم و بیش با استان زَرَنک هخامنشیان مطابقت دارد؛[۲۹]
12. رَغَه = سرزمینی در شمال هَرَخوَیتی و هَئِتومَنت در مسیر سرزمین چَخرَه؛[۳۰] با توجه به موقعیت آن در فهرست[۳۱] باید از سرزمین رگا (Ragā) دورهٔ ماد و احتمالاً همچنین از سرزمین رغا زَرَتُشتری- (Raγa zaraθuštri-) یشت‌ها ۱۹٫۱۸ متمایز شود؛[۳۲]
13. چَخرَه = سرزمینی مابین غزنی و کابل؛[۳۳] نه مازندران، آنطور که کریستِنسِن می‌پنداشت؛[۳۴]
14. وَرِنَه = منطقهٔ بونیر،[۳۵] ورنوی ماهامایوری، آئورنوس اسکندر مقدونی، زیستگاه فریدون (Fereydun|FerΘraētaona/Frēdōn/Afrīḏūn);[۳۶]
15. هَپته هِندو = «هفت رود»، همان سرزمین سَپته سِندَوَه در جغرافیای ودائی، شمال شرقی منطقهٔ پنجاب؛[۳۷]
16. رَنها = همان سرزمین رَسا در جغرافیای ودائی، در پاره‌ای از نوشته‌ها همراه با «کوبها» (کابل) و «کرومو» (کُرَم) آمده‌است،[۳۸] رودخانه‌ای در منطقه‌ای کوهستانی،[۳۹] احتمالاً با رود سند مرتبط بوده، نه با سیردریا و نه با رود وُلگا؛[۴۰]

اگر ما بخش نخست وندیداد را با اشاره‌های یَشت‌ها به جغرافیای زیستگاه مردم اوستایی مقایسه کنیم خواهیم دید که رشته‌کوه هندوکش در مرکز جغرافیای اوستا قرار می‌گیرد. حدود غربی جغرافیای اوستا را سرزمین‌های مرو، هرات و زرنگ، و حدود شرقی آن را مناطق سرحدی مانند گنداره، بونیر و سرزمین «هفت رود» تشکیل می‌دهند. سُغد و احتمالاً خوارزم حدود شمالی آن و سرزمین‌های سیستان و بلوچستان حدود جنوبی آن را تعیین می‌کنند. بدین ترتیب افغانستان امروزی قلب جغرافیای اوستا را تشکیل می‌داده‌است. گفتنی است که برخی از مورخان یونان باستان همچون اراتُستِن و استرابون از مجموعه سرزمین‌هایی بنام «آریانِه» (یونانی: Αρειανή، به لاتین: «آریانا» / Ariana) یاد کرده‌اند که مابین سرزمین‌های پارس باستان و هند باستان بوده‌است، و کشور افغانستان امروزی را در بر می‌گرفته‌است.

## تاریخ باستان

### یورش اسکندر مقدونی
(۳۲۴–۳۳۰ پیش از میلاد)

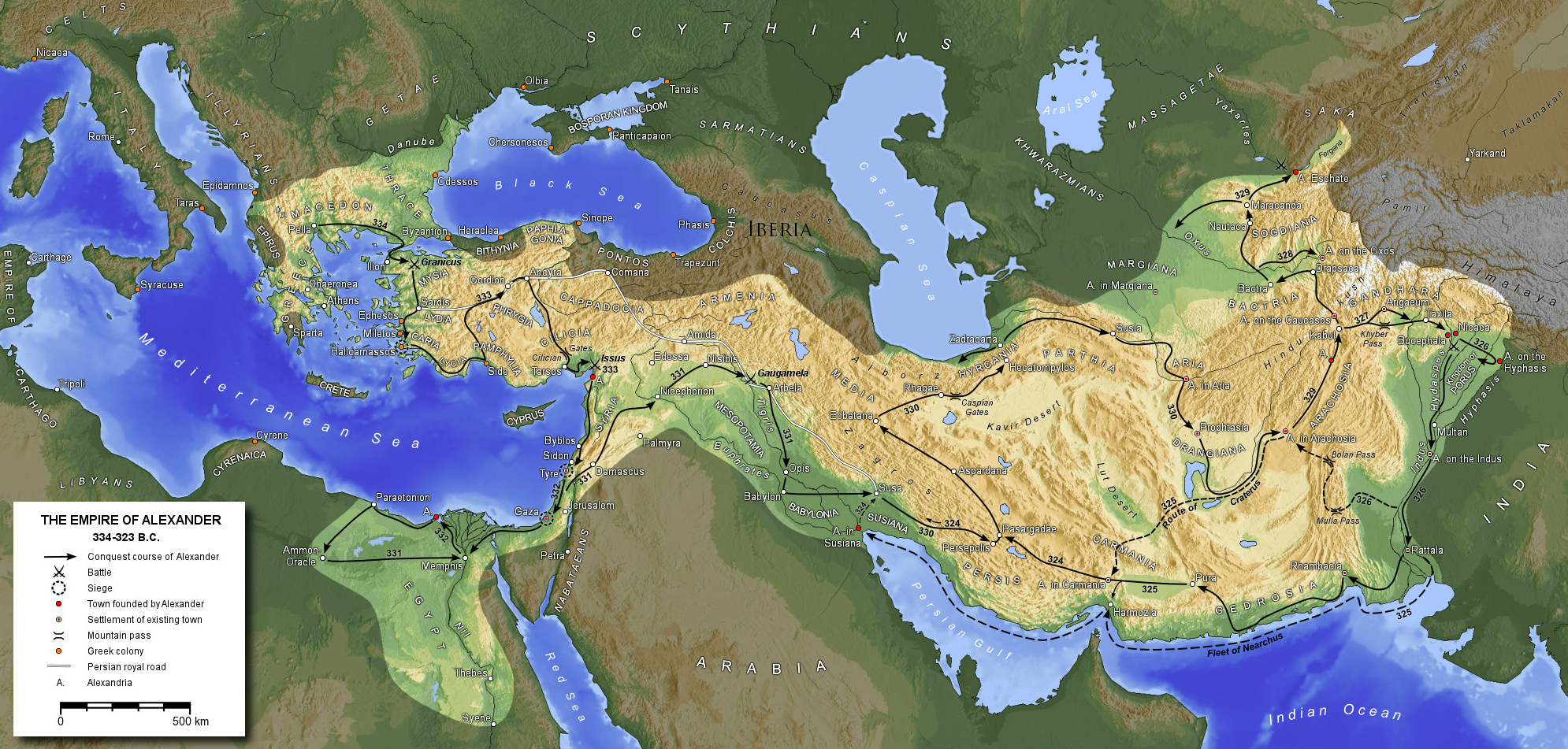
لشکرکشی‌های اسکندر مقدونی در آسیا بین سال‌های ۳۳۰ تا ۳۲۳ پیش از میلاد.

اسکندر مقدونی فرزند فیلیپ مقدونی پادشاه مقدونیه بود. وی در هنگام مرگ پدر ۲۰ سال بیش نداشت. اسکندر در طی دوران نوجوانی تحت نظر دانشمندان عصر خود، از جمله ارسطو پرورش یافت و به تدریج ضمن فراگیری علوم و فلسفه رایج، در مسائل جنگی و نظامی و کشورداری تبحر یافت. او پس از استیلای بر یونان، با فکر جهانی کردن فرهنگ یونانی به تدارک ارتشی وسیع پرداخت تا به آسیا حمله‌ور شود.
با شکست داریوش سوم، آخرین پادشاه هخامنشی، در جنگ با یونانی‌ها و سقوط تخت جمشید به دست اسکندر (۳۳۱ پ. م) امپراتوری هخامنشی نیز در هم شکسته شد و خزاین هخامنشی در شوش، تخت جمشید، پاسارگاد، هگمتانه و سایر شهرهای هخامنشیان به تسخیر اسکندر درآمد.
بعد از شکست قطعی داریوش در سال ۳۳۰ پیش از میلاد، و فرار او بسوی مشرق، در حدود دامغان، بسوس ساتراپ (والی) باختر و برادرزاده داریوش که از آمدن اسکندر مطلع شده بود، شاه را به قصد کشتن، زخم مهلکی زد و به سوی باختر گریخت و خود را به عنوان اردشیر چهارم، شاه خواند.
اسکندر پس از تسخیر گرگان (Hyrcania) از پایتخت آن زادراکرته حرکت کرده در شهر سوسیا (Susia) یکی از شهرهای ساتراپی هرات (Areia) رسید. ساتی‌برزن ساتراپ آن به استقبال اسکندر آمد و اعلام اطاعت و وفاداری کرد. اسکندر نیز او را به حکمرانی ساتراپی (ولایت) هرات که در دورهٔ سابق داشت مجدداً منصوب کرد و اسکندر آناکسیپ را با چهل کماندار سواره مأمور کرد که این ولایت را از آزار قشون مقدونی در موقع عبورش از اینجاها حفظ کند.

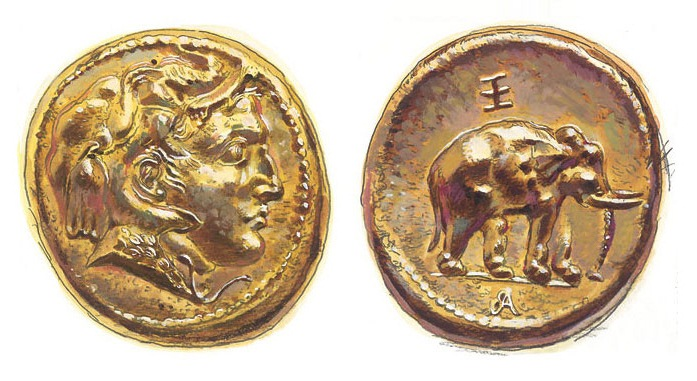
این پُرتریتِ اسکندر مقدونی بر روی این سکهٔ طلا (بدست‌آمده از گنجینهٔ میرزکه در سال ۱۹۹۳ در ولایت پکتیا) یکی از تنها دو سکهٔ موجود در دنیاست که در دوران زندگی اسکندر ضرب شده‌است (سکهٔ دیگر در آرامگاه زادگاهش در وِرگینا (شهری کوچک در شمال یونان) کشف شده بود). غارت و چپاول میرزکه در سال‌های ۱۹۹۲ و ۱۹۹۳- که گنجینه‌ای عظیم مشتمل بر چهار تُن (۴۰۰۰ کیلوگرم) سکه و در حدود ۷۷۰ پوند (حدود ۳۵۰ کیلوگرم) اشیاء طلا و نقره بود - بقدری گسترده و جبران‌ناپذیر بوده که به یک رویداد افسانه‌ای می‌ماند! این سکهٔ اسکندر را که در تصویر بالا می‌بینید، بسرعت سر از لندن درآورد، و فعلاً در همین شهر در کلکسیون شخصی یک نفر جای گرفته‌است! [صاحب این سکه تنها یک از این سکه را اجازه داده تا از کپی شدن آن جلوگیری شود]. آثار باستانی دیگر از میرزکه در موزیم میهو در ژاپن موجود است. بقیهٔ این گنجینه در سطح دنیا پراکنده شده و به کلکسیونرها در اقصی نقاط دنیا فروخته شده‌است.

پس از شنیدن خبر اعلان پادشاهی بسوس، اسکندر تمام قشون خود را جمع کرده و برای سرکوبی بسوس بسوی باختر راند. بعد به اسکندر خبر رسید که ساتی‌برزن آناکسیپ و دستهٔ او را کشته و هراتی‌ها را شورانیده و آن‌ها در پایتختشان آرتاکوانا (Artacoana) گرد آمده‌اند. اسکندر که نزدیک بود به بسوس برسد تصمیم گرفت اول کار ساتی‌برزن را یکسره کند. قسمتی از لشکرش را در محل گذاشت و خود با پیاده‌نظام و سواره‌نظام سبک اسلحه تمام شب را به سوی هرات راند و به آرتاکوانا رسید. ساتی‌برزن از سرعت حرکت اسکندر بوحشت افتاد، دو هزار سوار برداشت و به باختر در پناه بسوس گریخت و باقی سپاهیان او در شهر آرتاکوانا که مستحکم شده بود آمادهٔ جنگ ایستادند. اسکندر آن شهر را گشود و آن را ویران کرد. وی سپس در نزدیکی ارتاکوانا شهری آباد کرد و نامش را اسکندریه آریانا (Alexandria in Ariana) نهاد که همان هرات امروزی است. اسکندر در آنجا دژی برای نظامیان خود ساخت که بقایای آن هنوز باقی است. هدف از ساختن این دژ، حفظ نظامیان از شورش احتمالی مردم شهر بود. وی آرزاسِس (Arzaces) را به جای ساتی‌برزن والی هرات (Areia) کرد.
پس از آن اسکندر بسوی سیستان (Drangiana) شتافت و سپس به طرف مردم اِوِرگِت (Evergetes) معروف به آریماسپ (Arimaspes) یا آگریاسپ که در جنوب شرقی سیستان می‌زیستند راند. مردم با آغوش باز او را پذیرفتند و او هدایای فراوان به آن‌ها داد. اهالی گدروزی (بلوچستان کنونی) که در همسایگی مردم آریماسپ سکنی داشتند نیز اسکندر را خوب پذیرفتند. اسکندر از آنجا به سرزمین رُخّج (Arachosia) عازم شد و قبل از حرکت آمِنید (Amenides) را که دبیر داریوش بود والی اورگت‌ها کرد. رُخّجی‌ها را به اطاعت درآورده و کاپیشه‌کانیش (Kāpišakāniš) پایتخت رُخَج را به نامش اسکندریه (Alexandropolis) تغییرنام داد که همان قندهار امروزی است. اسکندر این ولایت را به مِمْنُن (Memnon) داد. بعد شنید که ساتی‌برزن با دو هزار سوار به هرات آمده‌است، بر اثر این خبر سپاهی مرکب از شش هزار پیادهٔ یونانی و ۶۰۰ سوار به سرداری اریگیوس (Erygius) و ارته‌باذ (Artabazus) بدانجا فرستاد و با وجود دلیری‌های ایرانیان اریگیوس موفق به سرکوب ساتی‌برزن در ۳۲۸ ق.م.شد.
اسکندر با وجود برف‌های بسیار و نبودن آذوقه و خستگی‌ها، هندی‌های سرحدی را مطیع کرد و رهسپار کوه‌های هندوکش که تاریخ‌نویسان یونانی آن را «پاراپامیز» (Parapomisus یا Paropamisadae) یا «قفقاز هند» (Caucasus Indicus) گفته‌اند شد و در آنجا به سرزمینی رسید که حتی همسایگانشان آن‌ها را نمی‌شناختند زیرا مردم مزبور از هرگونه روابطی با مردمان دیگر دوری می‌جستند، این قوم «پاراپامیز» (Paropamisadae) نام داشت. اسکندر با وجود سختی آب و هوای این سرزمین بدرون آن راند و لشکر مقدونی دچار قحطی و سرمای سخت و درد و رنج بسیار گردید و عدهٔ زیادی از سرما تلف شدند. اسکندر خود را به کابل و از آنجا به پروان رسانید و زمستان را در آنجا به سربرد. او در نزدیکی مدخل درهٔ سالنگ، دژی را به نام خود ساخت. اسکندر این شهر را برای پاسداری از شهر کاپیسی (کاپیسا) در نخستین شیب‌های جبل‌السراج کنونی (پروان کهن) برپا نمود که به نام اسکندریهٔ قفقاز (Alexandria on the Caucasus) شناخته شد که همان بگرام امروزی می‌باشد. تعداد زیادی از مقدونی‌ها و یونانی‌های لشکر اسکندر در آنجا ماندند. هدف از بنای شهر استقرار قرارگاهی برای عملیات آتی در آنسوی کوه‌های هندوکش بود.
بسوس در باختر همچنان خود را اردشیر می‌نامید و شاه می‌خواند. سپاهیان بسوس در ابتدا تصور می‌کردند که بخاطر آب و هوای سخت باختر، اسکندر به آن سرزمین نخواهد رفت و راه هند را پیش خواهد گرفت ولی بعد که شنیدند اسکندر دارد نزدیک می‌شود از دور بسوس بپراکندند. در این احوال بسوس با مشتی از سپاهیان وفادار خویش از آمودریا بقصد سغد گذشت و پس از عبور از رود مزبور تمام کشتی‌ها را بسوخت تا به‌دست اسکندر نیفتد. پس از آن اسکندر از کوه‌های پاراپامیز (هندوکش) گذشت و بسوی سرزمین باختر راند. در این راه فقدان غله باعث گرسنگی گردید زیرا بومی‌ها در انبارهای زیرزمین آذوقه‌شان را پنهان کرده و آن‌ها را چنان ساخته بودند که کسی جز سازندگان نمی‌دانست این انبارها کجاست.
کوینت کورس، تاریخ‌نگار رومی باختر آن زمان را چنین وصف کرده: 
زمین این صفحه در بعضی جاها حاصلخیز است و غله بسیار می‌دهد، چراگاه‌ها هم کم نیست و بنابراین اهالی دام‌های فراوان نگاه می‌دارند ولی قسمت وسیعی از این صفحه از ماسه و ریگ روان پوشیده و به کلی لم یزرع است. اینجاها نه سکنه دارد و نه محصولی. وقتی که بادهای شمال می‌وزد ریگ روان را در جاهایی جمع کرده تل‌هایی می‌سازد و راه‌ها را می‌پوشد. از این جهت مسافرین مجبورند مانند دریانوردان شب بهدایت ستاره‌ها راه را بیابند و مسافرت در روز، عملی نیست، به‌خصوص که اگر بادهای شمال بوزد مسافر را در زیر ریگ روان دفن می‌کند ولی جاهایی که چنین نیست کاملاً مسکون است و اسب‌های بسیار دارد، بهترین دلیل این معنی آنکه باختر می‌تواند سی هزار سوار بدهد. پایتخت باختر، شهر باکترا (Bactra) نام دارد و در پای کوه پاراپامیز واقع است، رودی که باکتروس (Bactrus) نام دارد از شهر می‌گذرد و نام ولایت و شهر از اسم همین رود است.

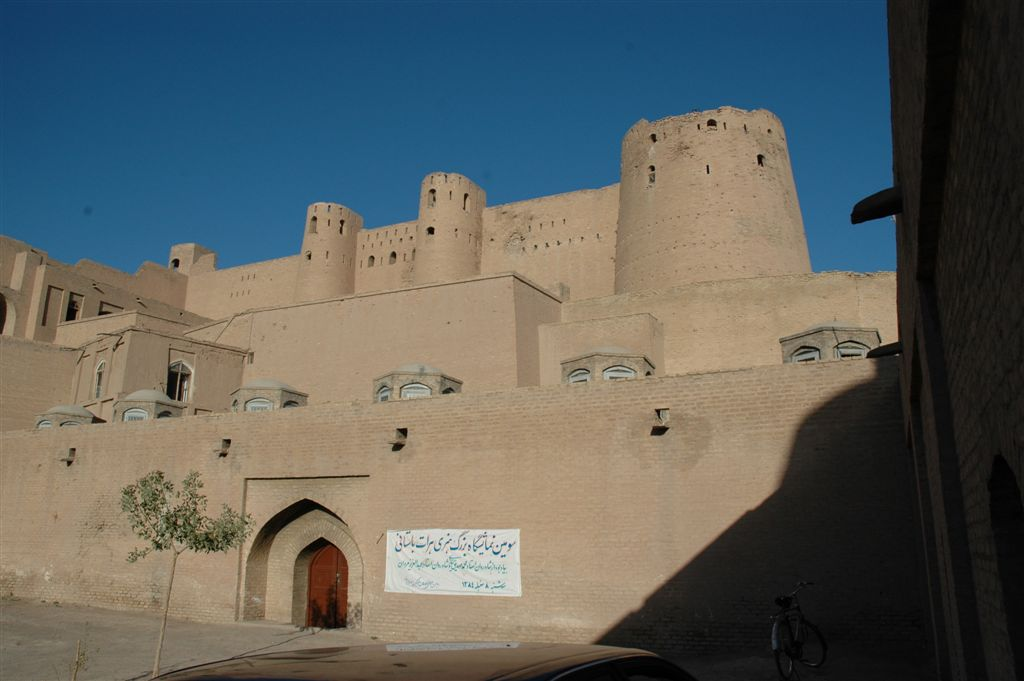
ارگ هرات (قلعهٔ اختیارالدین). اگرچه ساخت این ارگ در سال ۱۳۰۵ میلادی صورت گرفته، اما مسکن‌گزینی در اینجا به دوران باستان برمی‌گردد، قرن‌ها پیش از رسیدن اسکندر مقدونی، که گفته می‌شود دژ او هم در زیر این پُشته آرامیده‌است.
از جمله اقدامات مهم و اساسی اسکندر در کشورهای تحت استیلا و تسلط خود شهرسازی بود، و در دوران کشورگشای او در افغانستان هفت شهر به‌دست وی یا جانشینانش تهداب‌گذاری شده که به نام اسکندریه معروف هستند. اسکندریه آریانا (Alexandria of Ariana) یکی از این شهرهاست که همان هرات امروزی است. قلعهٔ اختیارالدین در طول تاریخ چندین بار ویران شده. تیمور نیز در حمله به هرات آن را ویران کرد، اما شاهرخ پسر او آن را بازسازی کرد.

اسکندر با وجود برف عمیق و اشکالات حرکتِ بار و بنه راه خود را دنبال کرد و بسوس به سغد عقب‌نشینی کرد. پس از آن اسکندر بسوی شهر باکترا و آاُرْن (Aorne) روانه شد و در یورش اول این دو شهر عمده را گرفت. باقی سرزمین باختر پس از آن مطیع گشت. بعد اسکندر ساخلوی در اینجا به فرماندهی آرخه‌لائوس (Archelaios) گذاشته ارته‌باذ را والی کرد. بسوس نیز گرفتار شد و اسکندر سردار خائن را بی پاداش نگذاشت بدین ترتیب که فرمان داد تا اعضای وی را به شاخه‌های چند درخت که به نیرو بهم نزدیک ساخته بودند بستند و آن‌ها را ناگهان رها کردند، بدینسان هر شاخهٔ درختی عضوی از اعضای خائن را با خود برد؛ و بنا بروایتی وی را در اکباتان (همدان) به دار آویختند. در باختر اسکندر عاشق شاهدخت باختری به اسم رُخسانه (Roxane، به باختری: روشنک) گشت و با وی ازدواج کرد. اسکندر به مدت یک سال در دشت‌های آسیای میانه سرگردان بود و با تاخت‌وتاز جنگجویان این سامان‌ها روبرو می‌گشت و شماری از سپاهیانش را نیز به علت سرما و کمبود خواربار از دست داد.
سپس اسکندر برای لشکرکشی به هند به باختر بازگشت. وی تدارک سفر هند را دید و در بهار ۳۲۷ ق.م. با تمام قوا عازم هند شد و پس از عبور از کوه‌های پاراپامیز (هندوکش) به شهر اسکندریه رسید و پس از تسخیر مناطقی، از سند عبور کرده به تاکسیلا وارد شد و نهایتاً قسمتی از هند را فتح کرد.
اسکندر پس از فتح هند به علت کمی قشون به پارس بازگشت و به فکر تسخیر عربستان افتاد؛ بنابراین به سمت بابل حرکت کرد ولی در آنجا به علت تبی که از باتلاق‌های بابل بر او مستولی شده بود در سن ۳۲ سالگی درگذشت.
از جمله اقدامات مهم و اساسی اسکندر در کشورهای تحت استیلا و تسلط خود می‌توان به موضوع دِژسازی اشاره کرد. مقدونی‌ها در قوسی بزرگ از هرات در غرب تا قندهار در جنوب و تا آمودریا (یونانی: Oxus) در شمال و آنطرفتر در قزاقستان و تاجیکستان امروزی دژهایی (تحت عنوان اسکندریه) برپاساخت. دژهایی اسکندر که تا امروز می‌شناسیم عبارتند از:
- اسکندریه هرات (Alexandria in Ariana)، پایتخت (پس از ویران شدن آرتاکوانا، پایتخت پیشین به‌دست اسکندر) سرزمین باستانی هریوه (یونانی: Ariana یا Aria) یا همان هرات امروزی - سپتامبر، ۳۳۰ ق.م.
- اسکندریه پروفتازیا (Alexandria in Prophtasia)، پایتخت سرزمین باستانی زرنگ یا همان سرزمین سیستان، احتمالاً در فراه - اکتبر، ۳۳۰ ق.م.
- اسکندریه آراخوزیا (Alexandria in Arachosia)، پایتخت سرزمین باستانی رُخَج (یونانی: Arachosia/آراخوزیا)، در قندهار امروزی - زمستان ۳۳۰/۳۲۹ ق.م.
- اسکندریه قفقاز (Alexandria in the Caucasus)، پایتخت پاروپامیز (Paropamisadai) (یونانیان رشته‌کوه هندوکُش را نیز (Paropamisos Caucasus) می‌نامیدند)، گمان می‌رود همان بقایای شهر باستانی بگرام باشد. فرضیه‌های دیگر آن را به بامیان، چاریکار یا پروان نسبت می‌دهند - مارس، ۳۲۹ ق.م.
- اسکندریه اِسخاته (Alexandria of Eschate)، در تاجیکستان - ۳۲۹ ق.م.
- اسکندریه بر روی آمودریا (Alexandria on the Oxus)، در آی‌خانم - بهار ۳۲۸ ق.م..

### سلوکیان
- حدود ۱۸۵–۳۱۳ ق.م. در حوزهٔ سیستان؛ ۱۸۵–۳۱۳ ق.م. در بقیه نقاط کشور

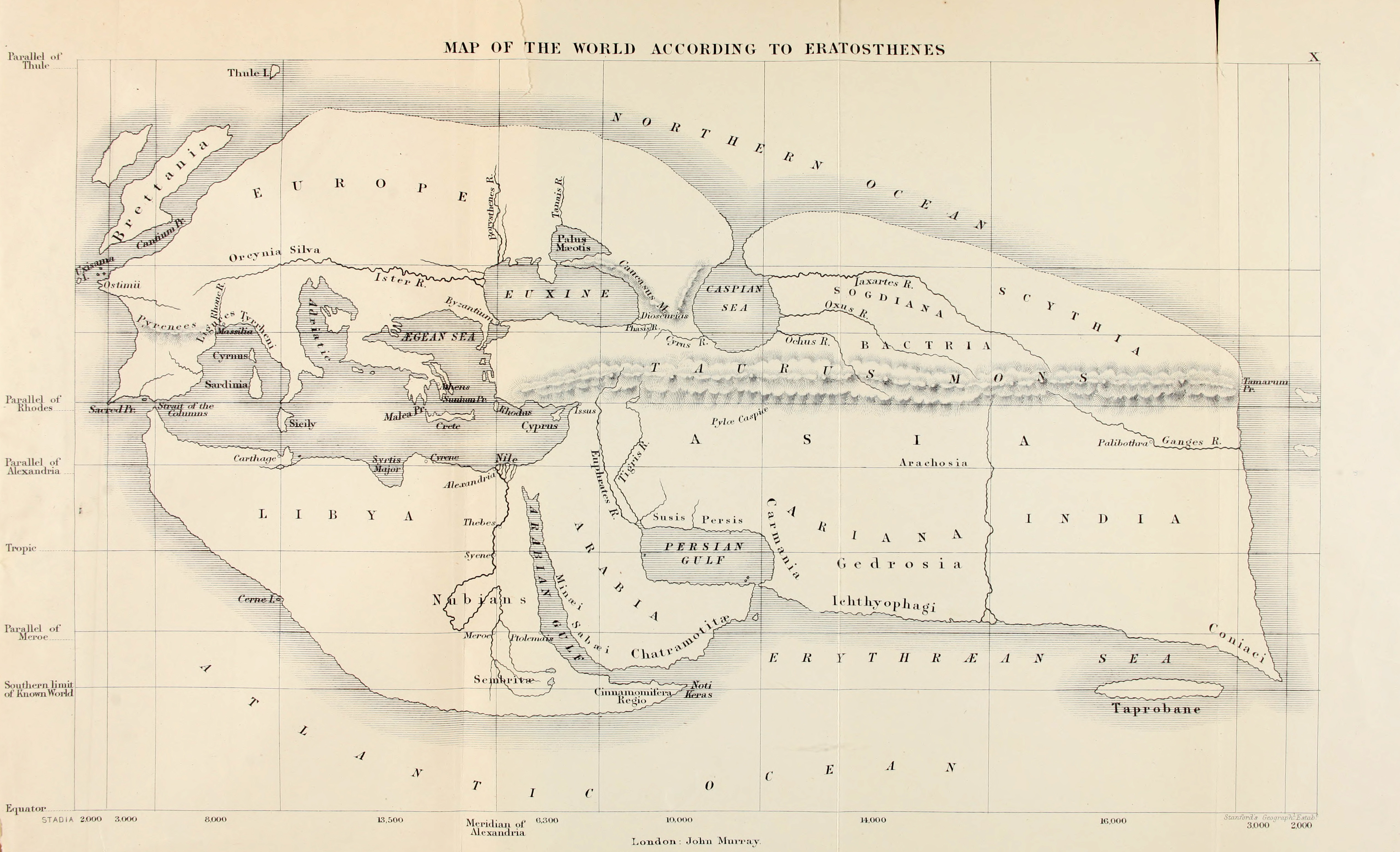
منظر یونانیان از جهان شناخته‌شدهٔ آن روزگار (روزگار بعد از سلوکیان)؛ نام آریانا (Ariana) در این نقشهٔ بازسازی‌شده از سدهٔ ۱۹ میلادی از جغرافیای اراتوستن (۱۹۴–۲۷۶ ق. م) دیده می‌شود.

پس از مرگ اسکندر مقدونی در ۳۲۳ پیش از میلاد، اغتشاشی بزرگ سراسر کشور را فرا گرفت و مهاجرنشینان و سربازان پیشین یونانی کنترل باختر را به‌دست گرفتند. جنرال‌های اسکندر (یونانی: Diadochi؛ یا "جانشینان") بر سر تقسیم متصرفات اسکندر با یکدیگر به نبرد پرداختند. بدین‌ترتیب چهار جنگ دیادوخوی (۳۰۱–۳۲۳ ق. م) روی داد. سرانجام، سه حکومت مقدونیه در اروپا، یونانی در مصر و سلوکی در آسیا را بنا نهادند. بدین ترتیب متصرفات مشرق‌زمین به سلوکوس رسید و این سرزمین‌ها جزء قلمرو سلوکیان درآمدند که از بابل اداره می‌شد. سلوکوس به‌دنبال ادامهٔ سیاست‌های اسکندر با اپامه دختر اسپیتامن یکی از دشمنان اسکندر در سرزمین باختر ازدواج کرد. تا سلسله‌ای را بنیان نهد که آمیزه‌ای از نژاد ایرانی و مقدونی باشد. او جهت ایجاد وحدت در قلمرو خود، به احداث شهرهای یونانی‌نشین پرداخت.
۳۲۳–۳۱۵ پیش از میلاد: سلوکوس یکم ملقب به نیکاتور (Seleucus I Nicator)، افسر سواره‌نظام اسکندر، سرزمین‌های مشرق‌زمین، از سوریه و عراق در غرب تا هند در شرق را تصرف می‌کند و به زیر فرمان خود درمی‌آورد.
۳۰۵ پیش از میلاد: سلوکوس برای استحکام بخشیدن به امپراتوری سلوکی تازه‌تأسیس خود در شرق، به هند یورش می‌آورد، و به قشون چندراگوپتا مائوریا برمی‌خورد؛ آنگاه سلوکوس با مائوریاها صلح می‌کند و جنوب افغانستان را به ازای ۵۰۰ فیل جنگی به آن‌ها واگذار می‌کند.
وجود امکانات سیاسی، بازرگانی و هنری سبب گردید تا قشرها مختلف مردم یونان، به شهرهای تازه احداث شده، مهاجرت کرده و در کنار ساکنان بومی، سکنی گزینند و به این ترتیب زمینهٔ ترویج فرهنگ و هنر یونانی و پشتیبانی از حکومت یونانی فراهم گردید. آن‌تیوخوس فرزند و جانشین سلوکوس، سلسله‌ای را که پدر بنا نهاده بود، استحکام بخشید. سلوکی‌ها توانستند حکومت خود را در فلات ایران و سرزمین میان‌رودان (بین‌النهرین) تا اواسط قرن دوم ق.م. تثبیت نمایند.

### مائوریایان
- ۱۸۵–۲۷۵ پیش از میلاد: تنها در حوزه‌های جلال‌آباد، غزنی، قندهار و بُست

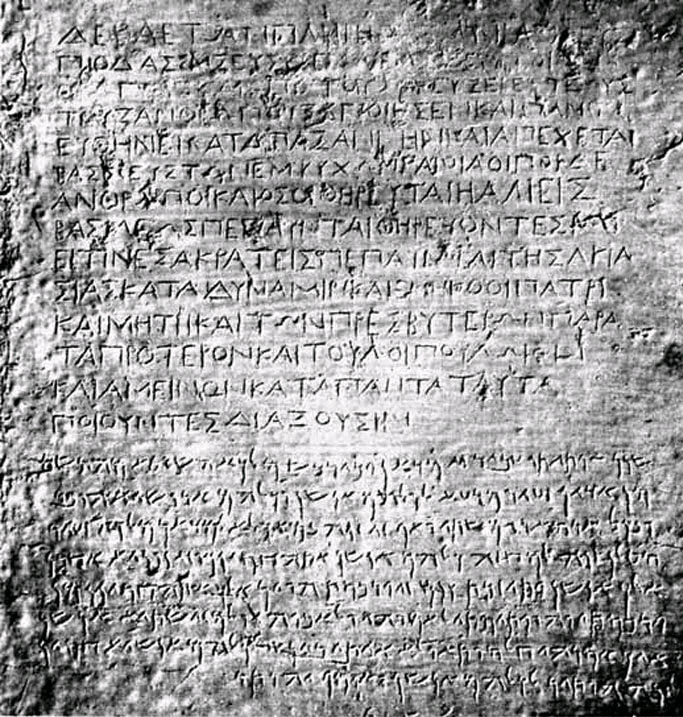
سنگ‌نوشته‌ای دوزبانه (یونانی و آرامی) که در قندهار کشف شده، یکی از ۳۸ ستون فرمان‌ها و حکامی‌های صخره‌ای به فرمان آشوکای بزرگ است، حدود ۲۶۲ پیش از میلاد، موزیم ملی افغانستان در کابل.

حدود سال ۳۰۴ پیش از میلاد، زمانی که جانشینان اسکندر (Diadochi) بر سر تقسیم متصرفات او در منطقهٔ مدیترانه با یکدیگر در نبرد بودند، دولتی مقتدر در هند به رهبری چندراگوپتا مائوریا تأسیس شد، که قلمرو فرمانرواییش بسوی غرب تا سرزمین‌های جنوب هندوکش افغانستان امروزی می‌رسید. مقتدرترین فرمانروای آن آشوکا بود. دین بودا در عهد این پادشاه مقتدر از حدود شبه‌قارهٔ هند تجاوز و توسط مبلغین از شمال غربی تا کشمیر و قندهار و کابل نفوذ کرد و متدرجاً به سواحل آمودریا رسید و در کناز آیین زرتشتی، آیینی مهم شد، اما در سرزمین‌های باختر و فلات ایران بازایستاد.
وسعت قلمرو هخامنشیان و لزوم برقراری امنیت و ادارهٔ آن ساختن راه‌های شوسه و وسائل حمل و نقل را ایجاب می‌کرد. هخامنشیان راه شاهی را وسعت داده بودند، که کابل امروزی را به شهرهای مختلف در پنجاب و دشت گَنگ متصل می‌کرد. بدین‌ترتیب بازرگانی، هنر، و معماری رونق پیدا کرد، و به‌خصوص بناها با معماری بودایی و استوپه‌هایی که هنوز در شرق افغانستان بچشم می‌خورند.
۳۰۵–۱۸۵ پیش از میلاد: مائوریاها بر جنوب هندوکش افغانستان فرمانروایی می‌کنند؛ یونانی‌ها در سرزمین باختر در بلخ امروزی حکمرانی می‌کنند.
۲۷۲–۲۳۲ پیش از میلاد: آشوکای بزرگ (فرمانروایی: ۲۷۲–۲۳۲ ق. م)، فرزند چندراگوپتا شبه‌قاره هند را پس از نبردی خونین به اطاعت می‌کشد، به آیین بودایی می‌گراید، و این آیین را با گشودن استوپه‌ها در سرتاسر قلمرو فرمانروایی خود می‌گستراند، فرمان‌های بودا را منتشر می‌کند و "ستون‌های آشوکاً را با سنگ‌نوشته‌هایی بقلم امپراتور ["فرمان‌های آشوکا"] می‌افرازد؛ فرمان‌های بودا و سنگ‌نوشته‌های روی ستون‌ها در سرتاسر شاهنشاهی مائوریا، از هند تا افغانستان منتشر می‌شوند. سنگ‌نوشته‌های دوزبانهٔ یونانی و آرامی (زبان آرامی زبان رسمی هخامنشیان بوده) کشف‌شده در قندهار و لغمان به دوران فرمانروایی آشوکا برمی‌گردد.

### دولت یونانیِ بلخ
- حدود. ۱۱۰–۲۵۰ ق.م. در حوزه‌های بلخ و بدخشان؛ ۱۶۰–۲۵۰ ق.م. در حوزه‌های هرات، بادغیس و کابل؛ ۱۱۰–۱۸۵ ق.م. در بقیهٔ جاها

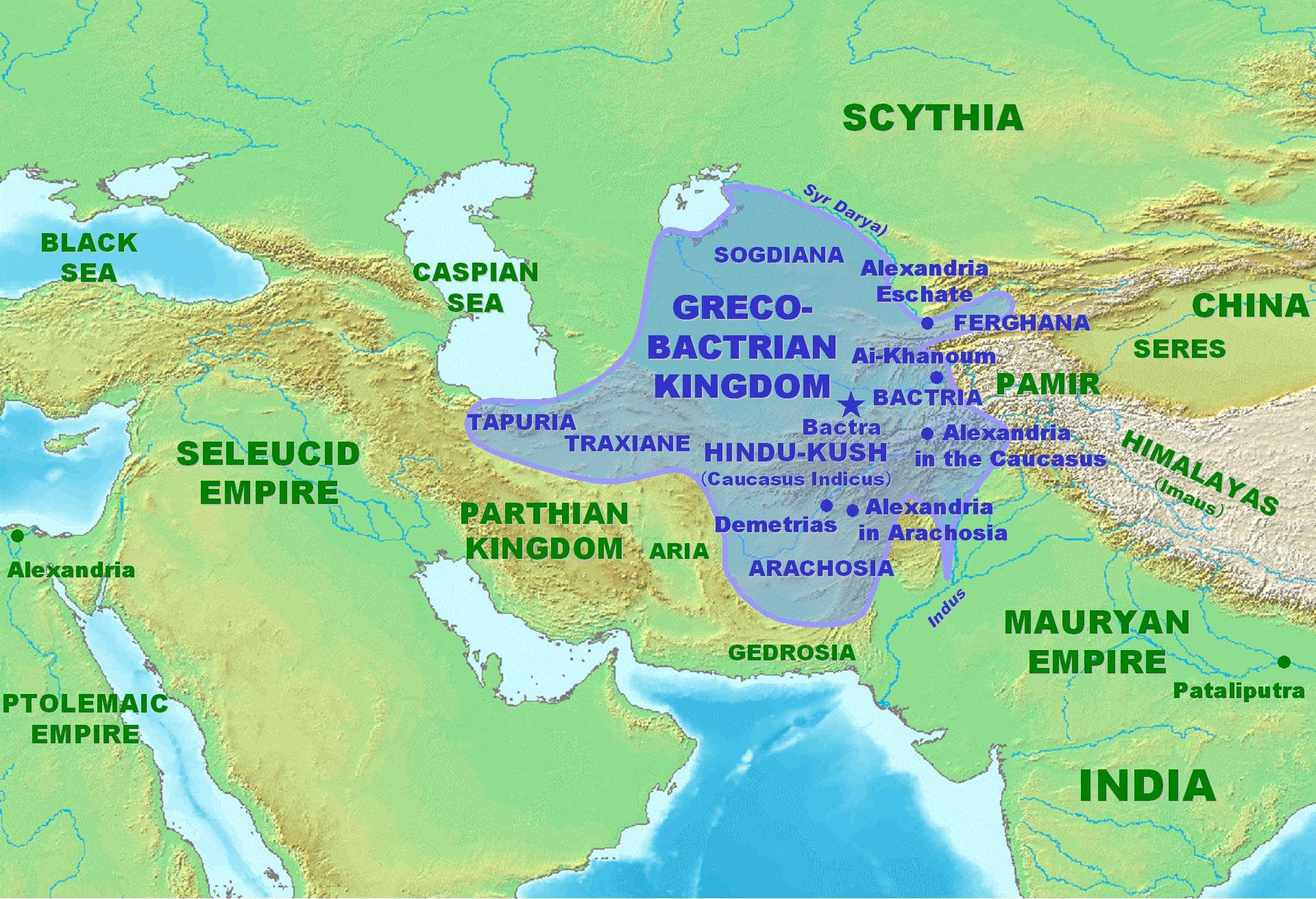
قلمرو دولت یونانی بلخ در دوران اوج خود، در حدود سال ۱۸۰ پیش از میلاد، از دریای مازندران در غرب، سرزمین سُغد در شمال، و رُخج در جنوب.

خاورترین منطقه از دنیای هِلِنی (یونانی) سرزمین باختر (یونانی: Bactria؛ در شمال افغانستان) و سرزمین‌های شمالی آن (که در عصر باستان بنام سُغد، در تاجیکستان، ازبکستان و ترکمنستان امروزی، شناخته می‌شد) - یکی از پیامدهای یورش اسکندر مقدونی به آسیا و گذر وی از افغانستان امروزی بود، که در طی این یورش لشکر وی دژهایی بنا کرده و سپاهیان یونانی و مقدونی و همه گونه کارکنان پشتیبانی - از معماران و پزشکان گرفته تا مدیران، هنرمندان، بازرگانان و حتی روسپیان - در سرزمین باختر برجای گذاشتند تا در این سرزمین برای مستقر شدن و ماندن در اواخر سدهٔ چهارم پیش از میلاد، زمانی‌که اسکندر به‌سوی شرق و هند لشکرکشی می‌کرد، آماده شوند.
در دو سده پیش از یورش اسکندر در سال ۳۳۰ پیش از میلاد، سرزمین باختر یکی از ساتراپی‌های (پارسی باستان: خَشثَرپاوه، "استان") مهم امپراتوری هخامنشیان (۳۳۰–۵۵۹ ق. م) و، پیش از آن، بخشی از امپراتوری ماد (۵۵۹–۷۲۸ ق. م) بود.

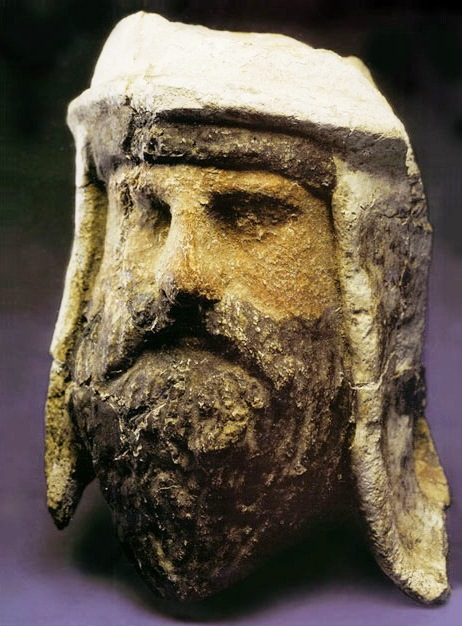
سردیسی گِلی و مرمری رنگ‌آمیزی‌شده از یک موبد زرتشتیِ باختری با جامهٔ سر متداول در سرزمین باستانی باختر، تخت سنگین در تاجیکستان در نزدیکی سرحد با افغانستان (همان سرزمین باستانی باختر)، سده‌های سوم و دوم پیش از میلاد.

در دوران باستان، دشت‌های وسیع حاصلخیز باختر که از سرازیری‌های شمالی هندوکُش تا آمودریا (یونانی: Oxus) گسترده بودند، و مراکز مهم بازرگانی جاده ابریشم بوده و ذخایری غنی از طلا، نقره و لاجورد را در کوهستان‌های مجاور جای داده بودند، این سرزمین را یکی از ساتراپی‌های مهم و پُرارزش هخامنشیان تبدیل کرده بودند.
در میان هیئت‌های خراج‌دهندگان در سنگ‌نگاره‌های کاخ آپادانا در تخت جمشید (یونانی: Persepolis؛ در اوایل سدهٔ پنجم ق. م)، هیئت باختری‌ها در حال ارائه جام‌های طلایی به عنوان خراج به شاهنشاه هستند. این با هیئت‌های دیگر از ساتراپی‌های دیگر بسیار متفاوت است، که هدایایی چون پوست جانوران، ظروف سفالی و دام را هدیه می‌دهند.
از آنجا که اسیران یونانی که در نبردهای هخامنشیان و یونانیان در سده‌های پنجم و چهارم پیش از میلاد به اسارت گرفته می‌شدند، به سرزمین باختر تبعید می‌شدند، جمعیت بومی این سرزمین از قبل شمار زیادی از یونانیان را پیش از رسیدن اسکندر به آنجا در ۳۲۸–۳۲۹ پیش از میلاد در خود جای داده‌بود.
این یونانیانِ باختری که در نبرد سخت شده بودند، اغلب توسط هخامنشیان در نبردهای بزرگ استفاده می‌شدند و توسط اسکندر در لشکرکشی‌هایش در مشرق‌زمین به‌خدمت گرفته می‌شدند، ستون اصلی نیرویی را تشکیل می‌دادند که بر سرزمین خاور در اواسط سده سوم تا نیمهٔ دوم سدهٔ دوم پیش از میلاد چیره شد.
یونانیانِ باختر تحت رهبری سربازان پیشین اسکندر و بازماندگان آن‌ها یک دولت پادشاهی الهام‌گرفته‌شدهٔ هِلِنی (یونانی) در قلب آسیای میانه تأسیس کردند.
در بلخ (یونانی: Bactra)، پایتخت یونانیان دژهای بجای‌مانده از عهد سلوکیان و بناهای سبک هِلِنی زیادی وجود داشت. سرستون‌های کُرینتی که برای تزئین قصرهای چند ستونه بکار برده می‌شدند، و در بلخ کشف شده‌اند، مربوط به همین دوران اولیه هستند.
یونانیانِ باختر از ضعف سلوکیان حاکم بر باختر که برای دفاع از سرزمین‌هایشان در مشرق‌زمین در مصر مصروف نبرد بودند، فرصت را غنیمت شمرده و تحت رهبری دیودوت (یونانی: Diodotus)، ساتراپ (شَهرَب یا والی) باختر اعلان استقلال کردند.

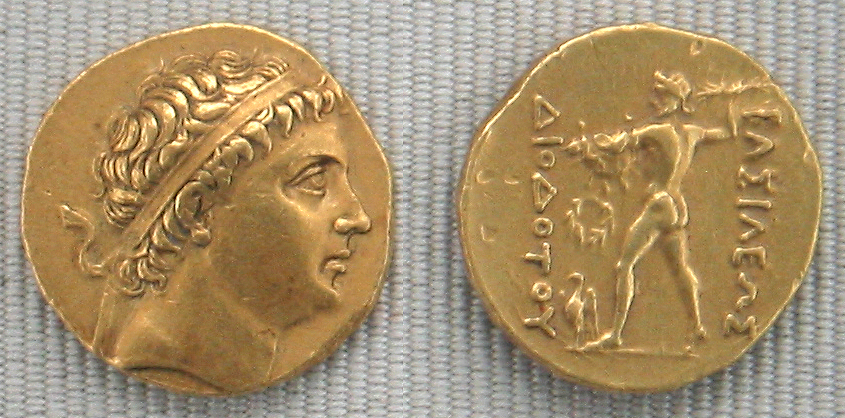
سکهٔ دیودوت یکم، بنیان‌گذار دولت مستقل یونانی باختر، قدمت سکه حدود ۲۴۵ پیش از میلاد، کتابخانه ملی فرانسه، بخش مدال‌ها (Cabinet des Médailles). گفتنی‌است که زمانی مجموعهٔ مشهور ۳۵۰۰۰ سکه‌ای (مشمول سکه‌های دورهٔ یونانیانِ باختر) در گنجینه‌های موزیم کابل موجود بوده که در طول سه دهه جنگ‌های داخلی بیشتر آن به غارت رفته و اکنون شمار اندکی از آن باقی مانده‌است.

دیودوت در سال ۲۵۶ پیش از میلاد، آنتیوخوس دوم (Antiochus II)، امپراتور سلوکی را کنار گذاشته و پس از شنیدن اعلان استقلال متحد خود، آندروگوراس (Andragoras) در سرزمین پارت (Parthia)، خود را پادشاه خواند. اما بزودی آندروگوراس توسط اَرَشک، رهبر قوم پارت سرنگون شده و ارشک امپراتوری اشکانیان را در ایران بنیان‌گذاری کرد، که بدینصورت، کنترل باختری‌ها را بر تجارت زمینی در امتداد جاده ابریشم تضعیف می‌کرد و عملاً ارتباط یونانیان در باختر را با دنیای هِلِنی در مدیترانه قطع می‌کرد.
دیودوت دوم جانشین پدرش شد، و او هم به‌دست اوتیدموس (Euthydemus؛ فرمانروایی: ۲۰۰/۱۹۵–۲۳۰ ق. م) برافتاد.
طبق منابع تاریخی، اوتیدِموس پس از دست‌یافتن به تاج و تخت دولت یونانیِ باختر، سپاهی متشکل از ۱۰۰٫۰۰۰ سوارکار را گرد آورده و با سپاه نیرومند سلوکی در شمال‌غرب افغانستان درگیر شد. اوتیدِموس با عقب‌نشینی به دژ خود در باختر، از محاصره‌ای سه ساله (۲۰۵–۲۰۸ ق. م) توسط آنتیوخوس سوم، جان سالم بدر برد. این دشمنی سرانجام با امضای معاهدهٔ صلح که استقلال دولت یونانیِ باختر را به رسمیت می‌شناخت، خاتمه یافت.
اواخر فرمانروایی اوتیدِموس در حدود ۱۹۵–۲۰۰ ق.م. تقریباً با حملهٔ باختر به هند، در دورهٔ پادشاهی فرزند و جانشینش، دِمِتریوس یکم (Demetrius I) مصادف است. هند که پس از مرگ آشوکای بزرگ (فرمانروایی: ۲۳۲–۲۷۲ ق. م) در هرج و مرج به‌سر می‌برد، پاداشی بزرگ برای یونانیانِ باختر بود.
دمتریوس نخستین پادشاه یونانیِ باختر بود که به هندوکُش دست یافت، کوه‌هایی که مدت‌ها همانند یک دیوار، باختری‌ها را در شمال و فرمانروایان مائوریایِ هند را در جنوب از هم جدا می‌کرد. وی در حدود ۱۸۵ پیش از میلاد از هندوکش عبور کرده از راه کابل و قندهار رهسپار جنوب شد، و در پاکستان امروزی (جاییکه وی پایتختی در تاکسیلا تأسیس کرده و در آنجا سکه‌های فراوانی از وی یافت شده) با مائوریاهای جنگید و سپس بسوی هند تاخت. طبق سنگ‌نوشتهٔ هاتیگومفا (Hathigumpha؛ "غار فیل")، در اودایاگیری هند، که گفته می‌شود در حدود ۱۵۷ پیش از میلاد کنده‌کاری شده، پادشاه یاوانائی (یونانی) بنام دِمِتریوس سپاهیانش را عازم شرق هند، و احتمالاً تا شهر راجاگریها کرد، پیش از آنکه به‌سوی غرب عقب‌نشینی کند. دِمِتریوس که در نبرد شکست نخورده بود، پس از مرگش عنوان آنیکِتوس (Aniketos؛ "شکست‌ناپذیر") را بر روی سکه‌های ضرب‌شده توسط آگاتوکولِس (Agathokoles)، یکی از بازماندگان دولت یونانی هند خویش کسب کرد.
دمتریوس در این پیشروی یونانیِ هند را در خاورترین کرانه‌های دنیای هِلِنی تأسیس کرد، و در آن یونانیان برای دوصد سال آینده فرمانروایی کردند. (حضور یونانیانِ هند در شمال‌غرب هند، شمال پاکستان، و شرق افغانستان تا سقوط آخرین امیرنشینانِ کوچک توسط کوچ‌نشینان سکائی در حدود ۲۰ پیش از میلاد دوام کرد)
دِمِتریوس که قادر نبود بر تمامی سرزمین‌هایی که تصرف کرده بود فرمانروایی کند، متصرفاتش را در دره کابل و منطقهٔ قندهار (شامل شهرهایی چون دِمِتریاپولیس (Demetriapolis) و اَلِکساندروپولیس (Alexandropolis)، که احتمالاً قندهار امروزی باشد) به برادرش آنتیماخوس یکم (Antimachus I) داد. انتیماخوس در حدود ۱۷۱ پیش از میلاد در طی یک کودتا به‌دست فرمانروایی ستمگر بنام اوکراتید (Eucratides؛ فرمانروایی: ۱۴۵–۱۷۱ ق. م) سرنگون شد.
اوکراتید پس از رسیدن به تاج و تخت، خود را، آنطور که بر روی سکه‌هایش نوشته شده، مِگاس (Megas؛ "بزرگ") خواند. سکه‌های اوکراتید یکی از بزرگ‌ترین سکه‌های ضرب‌شده در عصر باستان هستند. اوکراتید که به باختر کفایت نمی‌کرد، به‌سوی خاور و به هند لشکر کشید و برای کسب قدرتی در قلمرو دولت یونانیِ هند با این فرمانروایان یونانیِ هند درگیر شد: آپولودوتوس یکم (Apollodotus I)، آنتیماخوس دوم (Antimachus II) و مِناندِر یکم (Menander I). پیشروی‌های اوکراتید در هند بر روی سکه‌های بیشمار دوزبانه (حک شده به یونانی و پالی) دیده می‌شود.
به‌گفتهٔٔ ژوستین (Marcus Junianus Justinus) وقایع‌نگار رومی در سدهٔ سوم میلادی، اوکراتید به‌دست فرزندش (یا اوکراتید دوم یا هِلیوکلِس یکم/Heliocles I) بقتل رسید، که به نقل از ژوستین "با ارابه از روی خون پدرش گذشت." این قتل جنگ‌های داخلی را دامن زد، که به تضعیف فرمانروایی یونانیانِ باختر منجر شد. بازماندگان اوکراتید - اوکراتید دوم و لیوکلِس یکم (۱۳۰–۱۴۵ ق. م) - آخرین پادشاهان یونانیِ باختر بودند که نتوانستند از پیشرفت قبایل یوئه‌ژی از سوی شمال جلوگیری کنند.
آی‌خانم (نامی است اُزبکی، «ماه‌بانو»؛ احتمالاً همان شهر باستانی اسکندریه بر روی آمودریا/Alexandria on the Oxus، و بعدها اوکراتیدیه/Eucratidia): شاید یکی از بزرگ‌ترین شهرهای «هزار شهر باختر»، که ما تا امروز می‌شناسیم، آی‌خانم باشد، که در محل پیوندگاه رودهای آمو و کوکچه در نزدیکی مرز تاجیکستان، در شمال افغانستان، بنا شده‌است.
در ابتدا ساحهٔ یک دژ بنام اسکندریه بر روی آمودریا (Alexandria on the Oxus) در ۳۲۸–۳۲۹ پیش از میلاد توسط سپاهیان اسکندر مقدونی بنا شد، این ساحه بعدها مستعمره‌ای یونانی شد که در آنجا سربازان و بخشی از شمار زیاد همراهان اسکندر ماندند و مادامیکه اسکندر به لشکرکشی‌هایش در هند ادامه می‌داد، آنان در دشت‌های آسیای میانه دولتی یونانی بنیان‌گذاردند.
در ۱۵۰ سال بعدی، این دژ به‌تدریج وسعت پیدا کرد تا اینکه ردیف بناهایی در امتداد سواحل جنوبی آمودریا در آن افزوده شد. نقشهٔ ساختمانی آی‌خانم شامل یک قصر شاهی، گنج‌خانه، حوض‌های آب‌بازی (استخرها) و فواره‌ها، پیش‌دروازه (Propylaea؛ سازه‌هایی به‌صورت راهرویی ستوندار و سرپوشیده متشکل از ۱۱۸ سرستون کُرینتی (Corinthian) که به‌عنوان دروازهٔ آغازین برای ورود به مکان‌های مقدس در یونان باستان ساخته می‌شد)، یک کتابخانهٔ شاهی، یک ورزشگاه (gymnasium) که وقف هراکلس (نام یونانی: Herakles؛ نام رومی: Hercules؛ نام قهرمان اسطوره‌ای یونان و روم باستان فرزند خدای زئوس و آلکمنه)، انبارخانه‌هایی برای جای‌دادن طلاها و سنگ‌های قیمتی که از کوه‌های مجاور استخراج می‌کردند. اجناس نفیس که از طریق تجارت و غنایم جنگی به‌دست می‍آوردند، و همچنین گورستانی (necropolis) برای تدفین مُردگانشان.
ردیف بناهای ساخته‌شده در امتداد ساحل آمودریا از روی سبک یونانی آکروپولیس (Acropolis؛ به یونانی قدیم: بلندشهر یا دژشهر) و تئاتر بزرگ یونانی (بزرگ‌ترین نوع آن در مشرق‌زمین، حتی بزرگتر از همتای بابلی‌اش) بنا شده‌بودند.
در آنجا یک «شهر زیرین» بود که با دیوارهای دفاعی هراس‌انگیزی (که باروی آن بیش از ۹ متر ارتفاع و ۶ تا ۸ متر ضخامت دارد) محافظت می‌شد و محلهٔ مسکونی برای نُخبگان با ۵۰ یا بیشتر خانهٔ مجلل (با سبکی یونانی و سنگ‌فرشی از معرق‌کاری (mosaic) و تسهیلات رفاهی شامل سامانه‌های گرم‌کنندهٔ آب).
خانه‌ها (که به احتمال زیاد یونانیان را در برخی مناطق از غیر یونانیان جدا می‌کرده) در جنوب دامنهٔ تپه پراکنده شده‌بودند و برای اسکان دادن هزاران باشنده، سرباز، مدیر، هنرمند و هر پیشه و حرفهٔ دیگری که معمولاً در شهری پُررونق در خود یونان یافت می‌شد، بنا شده بودند. آی‌خانم خاوری‌ترین شهر یونانی در دنیای هِلِنی بود، که احتمالاً در دورهٔ فرمانروایی اوکراتید، اوکراتیدیه (Eucratidia) نامیده می‌شد.
راهرو اصلی که از برج و باروی آی‌خانم می‌گذشت، بر روی خیابانی بزرگ به درازای شهر زیرین باز می‌شد. در جانب چپ، تئاتر یونانی ۵۰۰۰ تماشاگر را بر ۳۵ ردیف جای می‌داد. در فواره‌های نزدیک به تئاتر، درونمایه‌های الهام‌گرفته‌شده از هنر تئاتر همچون ماسک‌های آب‌پران (gargoyle؛ از آن‌ها در حوض‌های آب به‌عنوان فواره استفاده می‌شده) موجود بودند. در کتابخانه، باستان‌شناسان بقایای نوشته‌های سوفوکل (Sophocles؛ یکی از تراژدی‌نویسان یونان باستان) را یافتند که از یونان وارد شده‌بودند. آنطرفتر در پایین خیابان اصلی سربازخانه‌ای بزرگ که می‌توانست هزاران سرباز - نیروی حراستی برای محافظت ار سرحدات وسیع باختر - را در خود جای دهد.
تختِ سنگین: در سمت شمال آمودریا چند کیلومتر در شمال سرحد تاجیکستان و افغانستان، در غرب آی‌خانم، باستان‌شناسان ساحه‌ای کوچکتر، بجای‌مانده از دورهٔ هِلِنی متعلق به سده‌های سوم و دوم پیش از میلاد، که به همان اندازهٔ آی‌خانم دارای اهمیت است کشف کرده‌اند: نیایشگاهی که در بین مردمان محلی آنجا بنام تخت سنگین مشهور است.
این ساحه ترکیبی از معبدی یونانی و آتشکدهٔ زرتشتی بوده، که نمایانگر این واقعیت است که در باختر دورهٔ هِلِنی (یونانی) دو رسم و سنت وجود داشته‌است.
در تختِ سنگین شمار زیادی سکه (هدایای اهداشده به معبد) و تندیس‌ها و سردیس‌های رئالیستی چشمگیری کشف شده‌اند: سردیس‌های رنگ‌آمیزی‌شده ساختِ محلی از مردان و موبدان، تندیس‌های مرمرین ساختِ محلیِ مردی شبیه به اسکندر مقدونی (با کلاه‌خودی با نقشی از شیر) و تندیس یونانی مارسواس (Marsyas؛ در اسطوره‌های یونان، نوازنده فلوت است)، که احتمالاً مقصود از یک آیین محلی بوده، در داخل معبد پیدا شده‌است.

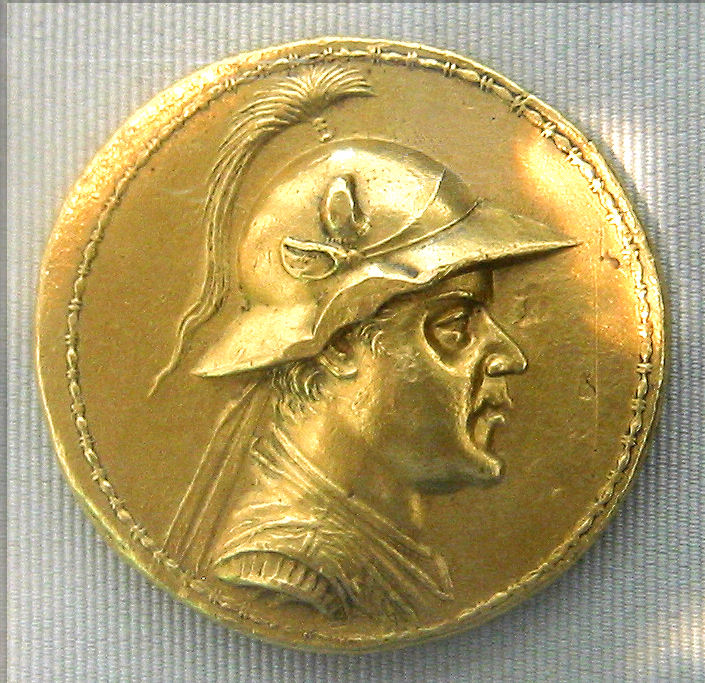
سکهٔ طلایی اوکراتید یکم (فرمانروایی: ۱۴۵–۱۷۱ ق. م)، یکی از نشانه‌های ثروت بیشمار یونانی‌باختری‌ها در دورهٔ فرمانروایی وی در سرزمین باختر است، موزیم بریتانیا در لندن.

۲۵۰–۱۲۵ پیش از میلاد: دیودوت یکم (Diodotus I)، والی سلوکی باختر، اعلان استقلال می‌کند؛ در آن زمان باختر به یک سرزمین شهرنشین (مدنیت) عمده تبدیل شده بود (که در نوشته‌های باستانی به عنوان 'سرزمین هزاران شهر' آمده) و یکی از ثروتمندترین شاهنشاهی‌های آسیا به‌شمار می‌رود.
۲۴۵ پیش از میلاد: در فلات ایران، اَرَشک، رهبر اشکانی ساتراپ سلوکی را شکست می‌دهد، استقلال به‌دست می‌آورد، و بدین‌ترتیب ارتباط یونانیان باختر را با سرزمین مادریشان یونان قطع می‌کند.
۲۳۰ پیش از میلاد: دیودوت دوم، جانشین دیودوت یکم، توسط اوتیدِموس (Euthydemus)، ساتراپ یونانی سُغد عهد سلوکیان، از اریکهٔ قدرت پایین کشیده می‌شود.
۲۱۰ پیش از میلاد: آنتیوخوس سوم (Antiochus III)، فرمانروای سلوکی، به بلخ (Bactra) حمله می‌برد؛ محاصرهٔ سه ساله پی می‌گیرد؛ اوتیدِموس، جانِ سالم بدر می‌برد.
۲۰۶ پیش از میلاد: آنتیوخوس استقلال باختر را به رسمیت می‌شناسد.
۲۰۰–۱۸۰ پیش از میلاد: دمتریوس یکم (Demetrius I)، فرزند و جانشین اوتیدِموس، قلمرو فرمانروایی را از شرق ایران تا هند می‌گستراند؛ یونانیِ هندیونانیِ هند در قلب آسیای میانه ظهور می‌کند.
۱۷۰–۱۴۵ پیش از میلاد: اوکراتید یکم (Eucratides I)، پادشاه یونانیِ باختر، سلسلهٔ اوتیدِموس را برهم می‌چیند و با هند علیه ظهور یونانیِ هند اعلان جنگ می‌کند، و در این راه منابع باختری را تا آخر مصرف می‌کند. اوکراتید عمدتاً بر روی سکه‌های پُر زرق و برق که در پایتختش اوکراتیدیه (آی‌خانم) ضرب می‌شد، ترسیم شده‌است.
۱۴۵ پیش از میلاد: پس از مرگ اوکراتید، یونانیانِ باختر بخاطر حملهٔ کوچ‌نشینان آسیای میانه (یوئه‌ژی‌ها (Yuezhi)، تُخاری‌ها (Tocharians) و سکاها (Scythians)) تضعیف می‌شوند، به‌تدریج بسوی جنوب هندوکُش و شرق بسوی پاکستان امروزی و هند مهاجرت می‌کنند، و دولت هندویونانیشان را در آنجا مستحکم می‌کنند.
۱۴۵–۱۳۰ پیش از میلاد: فرمانروایی یونانیان در باختر توسط هِلیوکلِس یکم (Heliocles I) منقرض می‌شود.
|  |  |  |  |  |

### دولت هندوسکایی

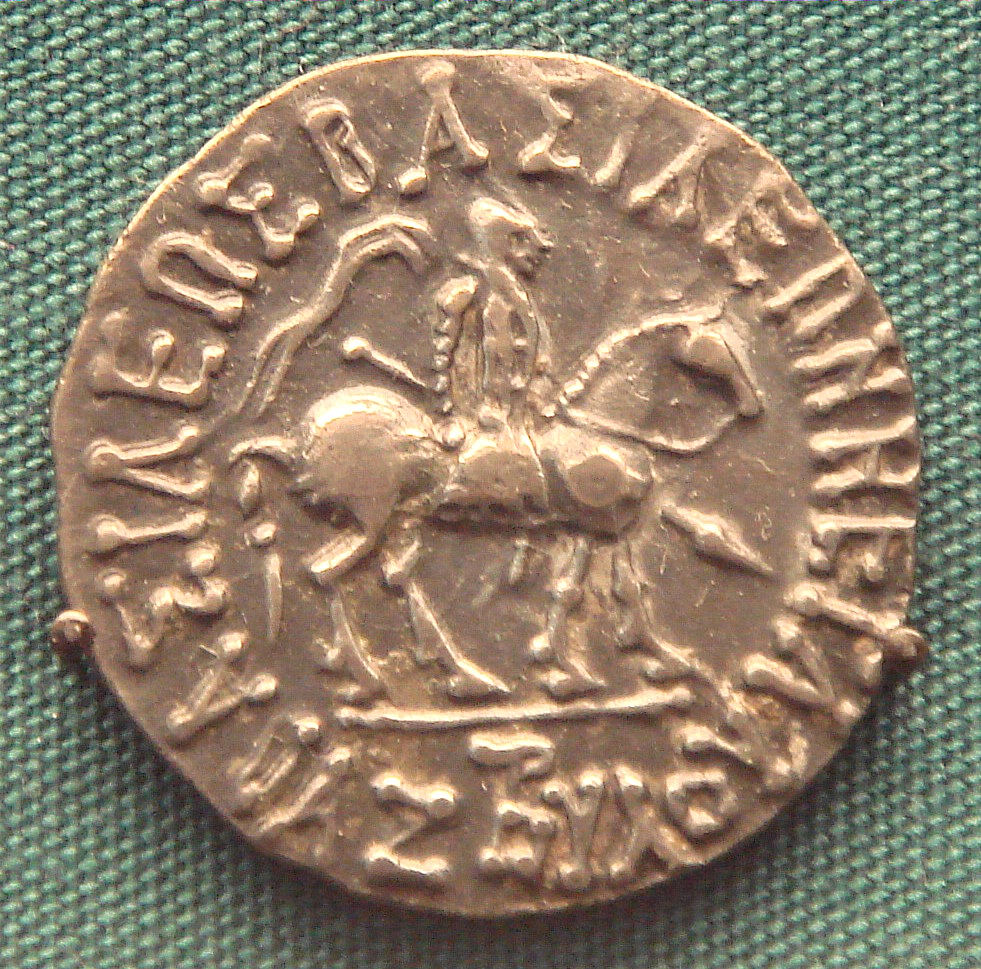
سکهٔ آزِس، فرمانروای هندوسکایی (فرمانروایی: ۳۵–۵۷ ق. م)، که علیه هیپوستراتوس (Hippostratos؛ فرمانروایی: ۵۵–۶۵ ق. م)، فرمانروای هندوپارتی جنگید و با مقاومت وی در شرق پنجاب و پوشکلاواتی مواجه شد. بر روی سکه نگارهٔ آزِس یکم با پوشاک نظامی بر روی اسب ترسیم شده‌است.

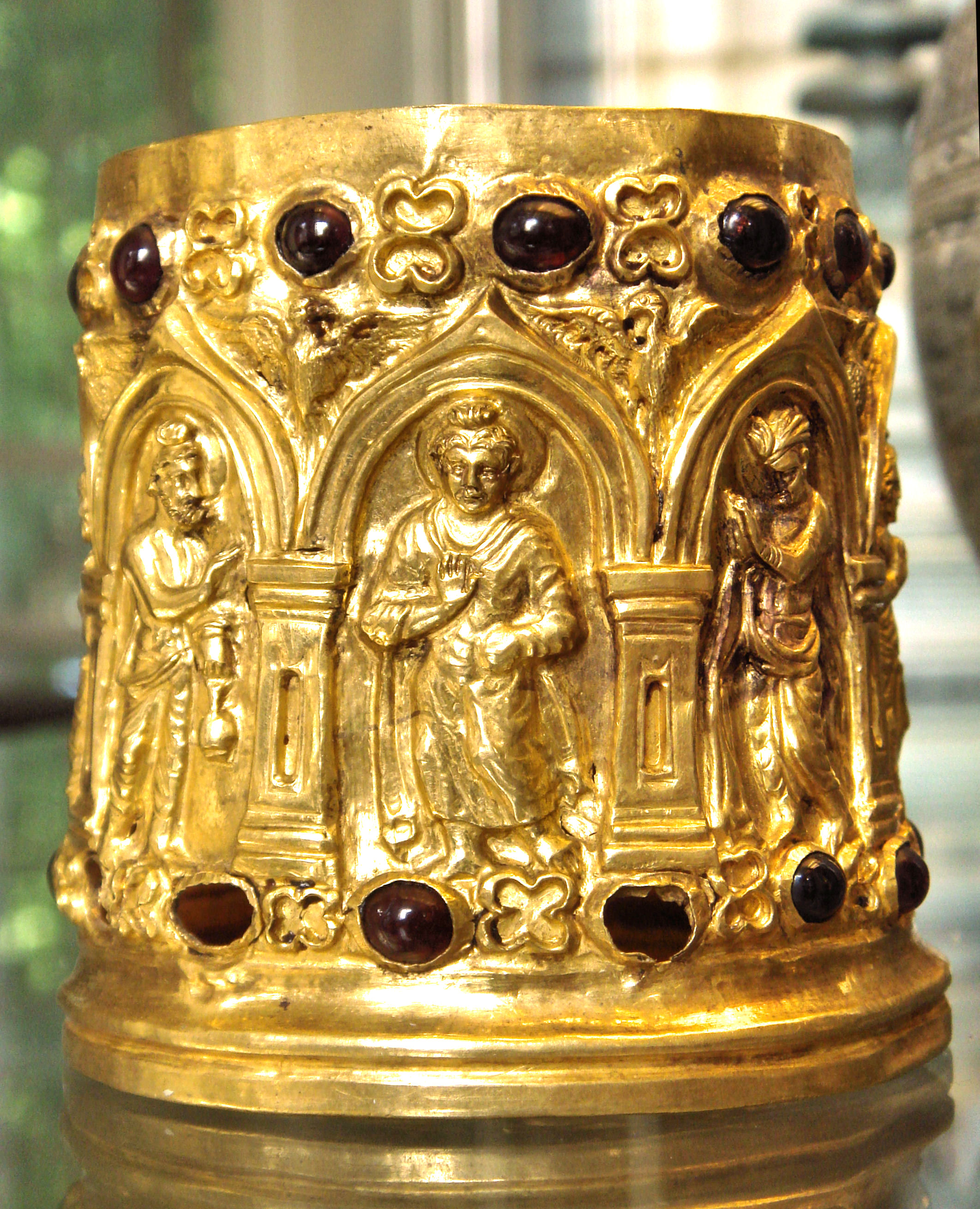
ظرفی طلاکاری شده از چُدَن با سنگ‌های قیمتی، که بودا و ایزدان هندو را در دو طرفش، برَهما (چپ) و شَکرا (راست)، نشان می‌دهد. این ظرف در استوپهٔ بودایی در منطقهٔ بیماران در نزدیکی جلال‌آباد در شرق افغانستان یافت شده؛ سکه‌هایی هندوسکایی آزِس دوم در داخل ظرف یافت شده‌اند، موزیم بریتانیا، لندن.

(ح. ۹۰ ق.م. -۲۰ م. تنها در حوزه‌های کابل، جلال‌آباد، غزنی، قندهار و بُست)
هندوسکاها زیردسته‌ای از مجموعه بسیار بزرگترِ اقوام کوچ‌نشین ایرانیِ سکاها (Scythian) بودند. هندوسکاها بین اواسط سدهٔ دوم پیش از میلاد و سدهٔ چهارم میلادی از آسیای میانه از طریق آمودریا به باختر، رُخَج، گندهارا (در افغانستان امروزی)، و سپس بسوی پنجاب و کشمیر (در هند و پاکستان امروزی) و همچنین به گُجرات و راجِستان (در غرب و مرکز هند) تاختند. یورش هندوسکاها تنها یکی از رویدادها و پیامدهایی است که از یورشِ یوئه‌ژی‌ها موجب شد، یورشی که چشم‌انداز باختر، درهٔ کابل و هند را برای همیشه تغییر داد و حتی دورترین نقاط چون روم نیز از پیامد از یورش‌ها مصون نماندند. (لشکرکشی هون‌ها به روم)
همین مهاجرت سکاها به منطقهٔ سیستان (از جلگهٔ رود هلمند تا جلگهٔ هامون) و تشکیل دولت هندوسکایی در آنجا بود که از آن پس سرزمین زرنگ (آنطور که در سنگ‌نوشته‌های هخامنشی آمده) سَکَستان (در صدر اسلام: سَجِستان؛ و امروز سیستان) نامیده شد.
ماوئِس (Maues). این پادشاه سکائی در طی فرمانروایی کوتاه‌مدتش (۶۰–۸۵ ق. م) به سرزمین‌های هندویونانیان در پاکستان امروزی حمله برده، و سیرکاپ (در نزدیکی تاکسیلا) را پایتخت خود برگزید و دولتی بنیان‌گذارد که بیشتر تمایل به آمیزش و سازش با فرهنگ یونانی داشت تا از بین بردن آن. برخی پژوهشگران برین باورند که ماوئِس (که لقب پارسیِ شاهنشاه را برگزید) احتمالاً جنرال سکائی بوده که توسط هند و یونانی‌ها بکار گمارده شده باشد. به هر روی، برخلاف یوئه‌ژی‌ها، ماوئس سیاست‌مدارا و سازش را با جوامع محلی یونانی و هندی برگزید، سیاستی که جانشینانش نیز آن را دنباله‌روی کردند.
آزِس یکم و آزِس دوم (Azes). آزس یکم (احتمال فرمانروایی: ۳۵–۵۷ ق. م) تازش بر هندویونانیان را آغاز کرد و آزِس دوم (فرمانروایی در حدود ۱۲–۳۵ ق. م) کار را تمام کرده و دولت هندویونانیان را در شمال هند برانداخت.
با این وجود، فرمانروایی آزس نیز با به‌قدرت‌رسیدن کوشانیان سقوط کرد. کوشانیان یکی از پنج قبایل یوئه‌ژی بودند که پس از گرفتن باختر در یک قرن پیشتر، اکنون به‌سوی هند پیشروی می‌کردند.
اشکانیان (پارتیان) به مدت کوتاهی، از سوی غرب یورش آوردند. رهبر آنان گُندُفَر (Gondophares) موقتاً کوشانیان را جابجا کرد و دولت هندوپارتی را در سرتاسر شمال‌شرق افغانستان تا شمال هند بنیان‌گذارد. اما فرمانروایی وی کمتر از یک عُمر بطول انجامید و دولت وی نیز در اواسط سدهٔ نخست میلادی برافتاد.
۱۰ پیش از میلاد تا حدود ۵۰ میلادی: سکاها (Scythians) در این دوره از طریق حمله به کاروان‌ها در جاده ابریشم ثروت هنگفتی را جمع‌آوری می‌کنند، که گنجینهٔ طلاتپه بدست‌آمده از شش گور در شمال افغانستان از همین دورهٔ سکاهاست و مشتمل بر ۲۰٫۰۰۰ آرایه‌های طلایی و غیره می‌شود.
ظرف طلاکاری شدهٔ بیماران:
در طی یکی از نخستین کاوش‌های غیرحرفه‌ای در افغانستان در سال‌های ۳۸–۱۸۳۳ میلادی، چارلز مسون (Charles Masson)، جهانگرد بریتانیایی در پایگاهی که بنام استوپه شمارهٔ ۲، در بیماران شناخته می‌شود، در نزدیکی جلال‌آباد در شرق افغانستان، یک ظرف زرین کوچک را کشف کرد که حاوی بقایای بودایی (مرواریدهای سوخته، مُهره‌هایی که از سنگ‌های گرانبها و نیمه‌گرانبها) و سکه‌های ضرب‌شده توسط آزِس دوم (Azes II)، پادشاه سکایی بود.
این ظرف کوچک زرین که سه سانتیمتر ارتفاع دارد، و بر روی جدارهٔ آن سنگ‌های قیمتی کار شده، و احتمالاً هنر دوران هندویونانی است، به عنوان شاهکار هنر یونانی بودایی از گندهارا است.
اینکه پادشاهان هندویونانی هنرمندان و صنعتکاران هندویونانی را بکار می‌گرفتند چیز تعجب‌آوری نیست. نمایش بودای ایستاده بگونهٔ هِلِنی (که به صورت رئالیستی و با ژست ملایم کُنتروپُستو (controposto) اجرا می‌شود)، که در پهلوی وی برَهما و شَکرا (Śakra) دو ایزد هندی (که هر دو جواهراتی پوشیده، و نشان‌دهندهٔ آن است که آنان جلوه‌ای از بوداسف (Bodhisattva) هستند، دست‌هایشان در حالت انجالی-مودرا «ژست عبادت‌گونه» است) بر روی دیوارهٔ ظرف قاب گرفته شده و این اقتباسی است از معماری یونانی-رومی.

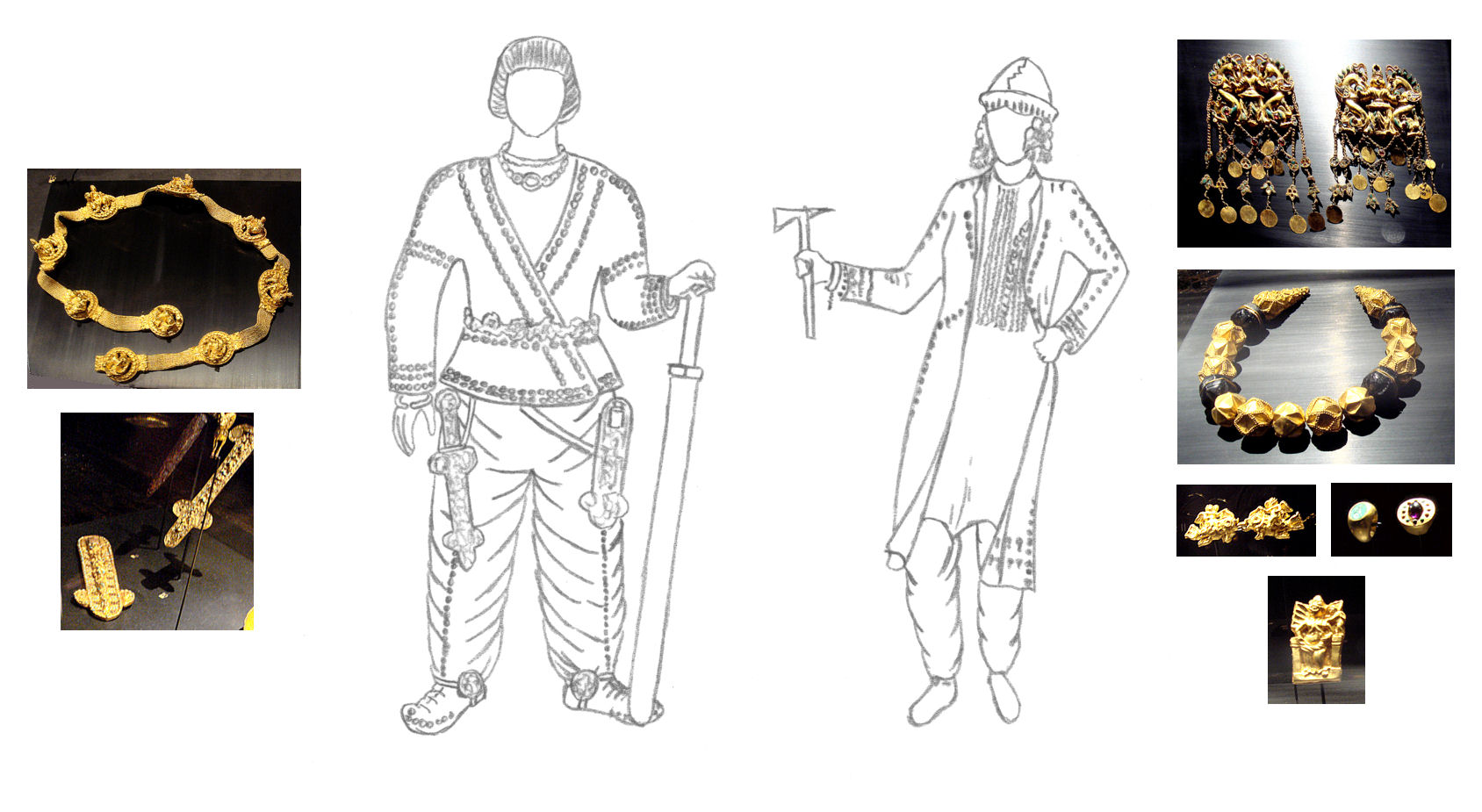
بازسازی پوشاک و جواهرات دو نفر از طلاتپه، یک مرد (گور چهارم، نگارهٔ سمت چپ)، و یک زن (گور دوم، نگارهٔ سمت راست).

از سکه‌هایی که در داخل ظرف پیدا شده پیداست که پیشینهٔ آن به تاریخی نه زودتر از دوران فرمانروایی آزِس دوم (Azes II؛ ۲۱–۳۵ ق. م) برمی‌گردد. تحقیقات بیشتر نشان داده که این ظرف احتمالاً بعدها باز شده و دوبارهٔ در آنجا قرار داد شده، و براساس سبک و هنر بکاررفته در این ظرف، این اتفاق احتمالاً در زمانی در حدود سدهٔ دوم میلادی رخ داده‌است. در این اواخر که این ظرف کشف شد، در صندوقچه‌ای ساخته‌شده از استیتایت (steatite) قرار گرفته بود و بر روی آن نوشته‌ای نقش شده بود.
سقوط هندوسکاها در شرق به پارت‌ها این امکان را داد تا به رهبری گُندُفَر (Gondophares) از غرب حمله کرده، و کوشانیان را موقتاً به عقب رانند. فرمانروایی دولت تازه تأسیس‌یافتهٔ هندوپارتی تا اواسط سدهٔ نخست میلادی بطول انجامید، و پس از آن کوشانیان دوباره قدرت را به‌دست گرفته و برای دو قرن آینده بر منطقه فرمان راندند.
گنجینهٔ طلای باختری در طلاتپه:
در سال‌های ۷۹–۱۹۷۸ میلادی، یک تیم از باستان‌شناسان شوروی سابق به سرپرستی ویکتور ساریانیدی شش گور سکائی را در طلاتپه در نزدیکی شهر شِبِرغان، در غرب بلخ، در آستانهٔ حملهٔ شوروی به افغانستان کشف کردند.
کمتر از نیم کیلومتر از شهر مستحکم شدهٔ باستانی یمشی‌تپه، این تیم شش گور دست‌نخورده را پیدا کردند که بقایای پنج زن و یک مرد را در خود جای داده بود، و پیشینهٔ آن به سدهٔ نخست میلادی می‌رسید. در پنج تا از این گورها ۲۰٫۰۰۰ پارچهٔ طلا و ابزار دیگر - جواهرات، کمربندها، سرپوش (کلاه)، اسلحهٔ سنتی و هزاران اشیای شخصی دیگر جای گرفته‌بودند. این اشیاء که کاملاً سالم و دست‌نخورده باقی‌مانده بودند و به ترتیب دقیقی که بازماندگان و فامیل این مُردگان قرار داده بودند، و از پنج گور در طلاتپه بیرون کشیده شده بودند به باستان‌شناسان این امکان را داد تا پوشاک و جواهرات این رفتگان در جزئیات دقیق آن بازسازی کنند. (نگارهٔ زیر را ببینید)
تاریخ‌گذاری این گورها با مطالعهٔ سکه‌هایی که در دستان و جیب‌های این مردگان قرار داده شده بودند امکان‌پذیر بود. یک نمونه که اخیراً تاریخ‌گذاری شده سکهٔ زرینی متعلق به تیبریوس (Tiberius) امپراتور رومی است که در شهر لوگدونوم در گال (Lugdunum in Gaul؛ در کشور امروزی فرانسه) بین سال‌های ۱۶ و ۲۱ میلادی ضرب شده‌بود. با نظر داشت سالیانی که این سکه می‌بایستی از گال به شمال افغانستان در دوران باستان پیموده باشد، می‌نماید که پیشینهٔ گورهای طلاتپه می‌بایستی متعلق به رُبع دوم از سدهٔ نخست میلادی باشد.

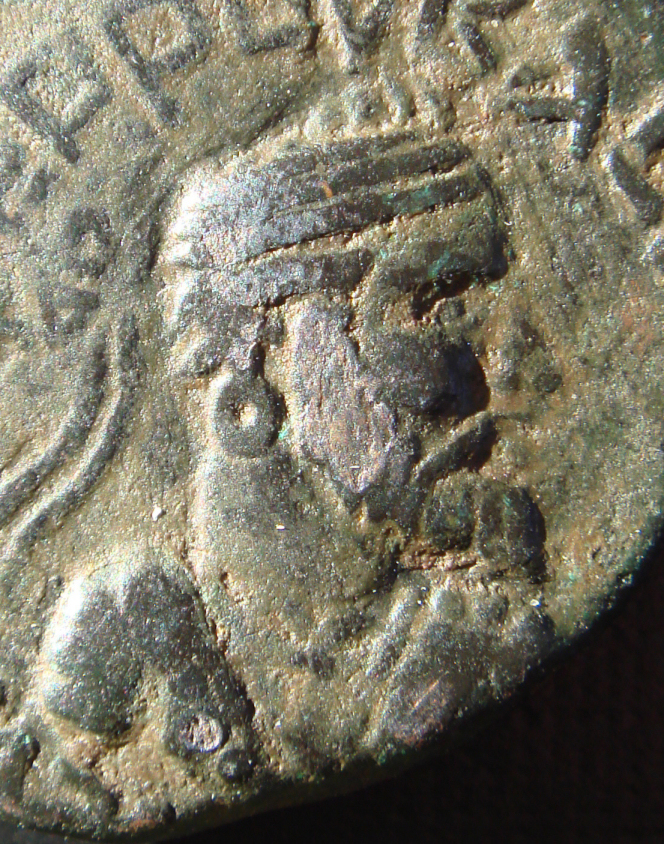
نگارهٔ گُندُفَر روی سکه‌ای بجای‌مانده از دوران وی در سرزمین باستانی گندهارا، افغانستان.

|  |  |  |  |  |

## اسلام

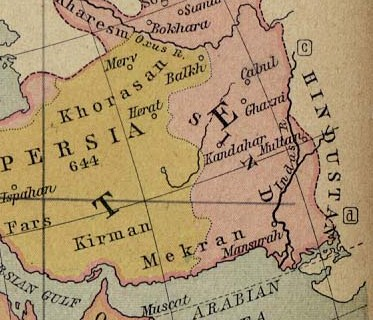
نام مناطق در طول خلافت

در اواسط قرن هفتم‏(۶۴۲–۸۷۰) و در حمله اعراب به ایران، مسلمانان عرب، امپراتوری ساسانی را در جنگ‌های ولجه، نهاوند و قادسیه شکست دادند. اعراب سپس به سوی شرق سرزمین ایران حمله‌ور شده و در سال ۶۴۲ شهر هرات را تسخیر کردند. در ۶۶۷ پس از میلاد، مناطق شرق ایران تحت تاراج اعراب قرار گرفت و شهر کابل که توسط فرماندهی سیستان اداره می‌شد در ۶۸۳ به‌طور کامل از هم پاشید و پس از آن تا سال ۸۷۰ تمامی مناطق شرق ایران (افغانستان کنونی) توسط اعراب فتح شد. تغییر مذهب نهایی افغانستان به اسلام، در طول دوره غزنویان در اطراف قرن یازدهم بود. البته طبق کتاب تاریخ افغانستان، غیرمسلمانانی نیز تا سال ۱۸۹۶ میلادی در افغانستان زندگی می‌کردند.

### خلافت
تاخت و تاز در ایران پنج سال پس از درگذشت محمد، کامل شد و تمام مناطق امپراتوری ایرانشهر تحت کنترل عرب‌ها درآمد، اگرچه دسته‌هایی قبیلهای برای قرن‌ها در این مناطق به مقاومت ادامه دادند. در طول قرن هفتم، ارتش‌های عرب راه خود را به منطقهٔ افغانستان از راه خراسان با مذهبی جدید، «اسلام»، شروع کردند. در این مرحله از زمان منطقه‌ای که در حال حاضر افغانستان است، دارای جمعیتی چند مذهبی متشکل از بودایی، زرتشتی، هندویسم، یهودی و دیگر مذاهب بود.
ارتش‌های عرب که پرچم اسلام را حمل می‌کردند، از سوی غرب برای شکست ساسانیان در ۶۴۲ پس از میلاد آمدند و پس از آن با اطمینان به سوی شرق رهسپار شدند. در حاشیه غربی منطقه افغانستان شاهزادگان هرات و سیستان حکومت را به اعراب واگذار کردند، اما در شرق، در کوه‌ها و در شهرهایی که فقط شورشی در آن‌ها برگزار شده بود، پس از ترک ارتش اعراب، به عقاید پیشین خود بازگشتند. خشونت و آزمندی اعراب باعث تولید چنین ناآرامی شد، با این حال هنگامی که قدرت پایانی خلافت آشکار شد، حاکمان بومی یک بار دیگر، خود را مستقل کردند. در این میان، صفاریان از سیستان در منطقه افغانستان کمی درخشیدند. بنیانگذار متعصب این سلسله، شاگردی از یک مسگر یعقوب بن لیث صفاری، از پایتخت خود از زرنج در ۸۷۰ میلادی بیرون آمده و با نام اسلام به سوی شهرهای بست، قندهار، غزنی، کابل، بامیان، بلخ و هرات تاخت و تاز کرد.
—نانسی هچ داپری، ۱۹۷۱
در طول قرن هشتم تا نهم، ساکنان زیادی که در حال حاضر از افغانستان و پاکستان هستند به مذهب اسلام، سنی تغییر مذهب دادند. در بعضی نقاط، مردم قیام کردند و دوباره به همان شیوه قبلی پرستیدن خود، ادامه دادند. مناطق کوهستانی نیز، هنوز به‌طور کامل تغییر مذهب نداده بودند و مردم غیرمسلمان زیادی در این مناطق پراکنده بودند. در کتابی با نام حدود العالم، که در ۹۸۲ میلادی نوشته شده‌است، دهکده‌ای را در نزدیک جلال‌آباد افغانستان، یادآور می‌شود که پادشاه منطقه، چندین زن هندو، مسلمان و افغان داشت.
در قرن‌های هشتم و نهم اجداد افغان‌های ترک-زبان امروز در مناطق هندوکش (برای به دست آوردن زمین‌های بهتر) مستقر شدند و شروع به یکسان‌سازی خود با فرهنگ و زبان قبایل پشتون، که در آنجا حاضر بودند، کردند.

### طاهریان
(۸۲۱–۸۷۲ م. تنها در حوزه‌های هرات و بادغیس)

### صفاریان
(۸۶۱–۱۰۰۲ م. در بُست و سیستان؛ ۹۰۰–۸۷۵ م. در حوزهٔ قندهار)

### سامانیان
(۸۷۵–۹۹۹ م. در حوزه‌های هرات، بادغیس، بلخ و بدخشان؛ ۹۸۰–۹۰۰ م. در حوزهٔ قندهار؛ و ۹۹۹–۹۱۰ م. در حوزه‌های بُست و سیستان)

### غزنویان
(۹۶۲–۱۱۴۸ م. در غزنی؛ ۱۱۴۸–۹۸۶ م. در کابل و قندهار؛ ۱۱۴۸–۹۹۹ م. در جلال‌آباد، بُست و سیستان؛ و ۱۰۳۸–۹۹۹ م. در هرات، بادغیس، بلخ و بدخشان)

### سلجوقیان
(۱۰۳۸–۱۱۵۳ م. تنها در حوزه‌های هرات، بادغیس، بلخ و بدخشان)

### غوریان
(۱۱۴۸–۱۲۱۴ م)
در سال ۵۳۵ هجری قمری (۱۱۴۰ میلادی) غوریان، شهر با شکوه غزنی را که زمانی لقب عروس شهرها را داشت به تصرف خود درآوردند. علاءالدین غوری معروف به جهانسوز این شهر زیبا را به آتش کشیده؛ اجساد سلاطین غزنوی مگر محمود و پسرش مسعود را از قبرها بیرون کشید و سوزاند.
غوریان که همواره خواب رسیدن به سرزمین زرخیز هندوستان را می‌دیدند، بعد از ویران ساختن غزنی در اسرع وقت رهسپار هندوستان شدند. یکی از غلامان ترک غوریان بنام قطب الدین، تخت و تاج دهلی را تصاحب کرد و پس از وی غلامان ترک به مدت یک قرن این تخت و تاج را در اختیار داشتند.

### خوارزمشاهیان
(۱۲۱۴–۱۲۱۹ م)

### حمله مغول
(۱۲۲۱ میلادی)
در قرن هفتم هجری قمری (سیزدهم میلادی) یکی از روسای قبایل مغول بنام چنگیزخان، قوم خود را تحت نظم و انضباطی شدید به صورت نیروی جنگنده‌ای مقتدر درآورد. مهاجمان مغول سوار بر اسپهای تیزتک و ریزاندام از صحرای مغولستان به طرف جنوب سرازیر شدند و همچون گردباد توفنده کوه‌ها و دشت‌های پیش روی خود را درهم پیچیدند. سرزمین کنونی افغانستان حتی صدسال بعد نیز همچنان اسیر مغولان بود. رهبران محلی عموماً ترکانی بودند که از طرف اربابان مغول خود برای اداره امور این سرزمین‌ها گماشته شده بودند. پس از مرگ چنگیز پسرش اوکتای به جای وی نشست، و آنگاه که امپراتوری مغول تجزیه و متلاشی می‌شد، این سرزمین کوهستانی به هلاکو نوه چنگیزخان واگذار شد.

### ایلخانیان
(۱۲۵۶–۱۳۳۵ م. در حوزه‌های هرات و بادغیس)

### آل کَرت
(۱۲۴۵–۱۳۸۱ م. تنها در حوزه‌های هرات و بادغیس)
پس از سقوط مغول‌ها در قرن هشتم هجری‌قمری (چهاردهم میلادی)، آل کرت هرات که بازماندگان سلسله غوریان بودند فرصت یافتند در فاصله سال‌های ۷۳۳ هجری قمری (۱۳۳۲ میلادی) تا ۷۷۲ هجری قمری/۱۳۷۰ میلادی مستقلاً بر سرزمین خویش حکومت کنند. اما حکومت مستقل ایشان به دست تیمور لنگ، از نوادگان دختری چنگیزخان که قبایل ترک تحت فرمان خود در مقرش در سمرقند به قصد جهانگشایی به حرکت درآورده بود سر نگون شد.

### کیانی‌ها
(۱۲۶۰–۱۳۸۱ م. تنها در حوزه‌های بُست و سیستان)

### چَغَتایی‌ها
(۱۳۳۰–۱۳۸۱ م. در حوزه‌های بلخ، بدخشان، کابل، جلال‌آباد، غزنی و قندهار)

### تیموریان
(۱۳۸۱–۱۵۰۶ م)
تیمورلنگ چندین بار این سو تا آنسوی هندوکش را زیر سم ستوران خود گذراند؛ مشهورترین لشکرکشیهای وی در ۸۰۱ هجری قمری (۱۳۹۸ میلادی) انجام شد که طی آن هندوستان فتح و دهلی غارت گردید، و یکبار دیگر پس از چنگیز این نواحی دستخوش چپاول و ویرانی شد. با مرگ تیمور در سال ۸۰۷ هجری قمری (۱۴۰۵ میلادی)، پسر چهارمش شاهرخ، پس از یکسال جنگ و رقابت‌های خانوادگی، حکومت هرات و نیز ماوراءالنهر را به‌دست گرفت. وی هرات را به عنوان پایتخت خود برگزید، حصارهای آن را مرمت و بازسازی کرد و در آن بناهای مجللی ساخت، و این شهر به صورت مرکز مهم سیاسی و بازرگانی منطقه درآمد. در این سال‌ها معماران، نقاشان، علما و محققان و موسیقی دانان مورد تکریم و تجلیل فراوان قرار گرفتند. بزرگ‌ترین هنرمند میناتوریست استاد کمال الدین بهزاد، در حدود سال ۸۴۴ هجری قمری (۱۴۴۰ میلادی) در هرات تولد یافت و در دربار سلطان حسین بایقرا، آخرین شاهزاده‌ای تیموری، زندگی کرد.
بخش اعظم دوره صدساله حکومت تیموریان در افغانستان شاهد رونق و رفاه و پیشرفت این کشور بود. اما امپراتوری تیموریان نیز تدریجاً به‌سوی زوال می‌رفت؛ و یکبار دیگر، با زوال اقتدار فرمانروایان خارجی، مردم و رهبران بومی این سرزمین امکان آن را یافتند که تجدید قوا کنند و برای به‌دست گرفتن حکومت سرزمین خود سر برآورند. یکی از این رهبران، شخصی بنام بهلول لودی بود. لودی در سال ۸۵۵ هجری قمری (۱۴۵۱ میلادی) تاج و تخت دهلی را نیز تصاحب کرد و سلسله لودی را که هفتاد و پنج سال دوام کرد تأسیس نمود.
ظهیرالدین محمد بابر بزرگ‌ترین فرزند عمر شیخ شاهزاده تیموری بود که بر فرغانه حکم می‌راند. ولی پس از آن‌که بر جای پدر خود نشست، ترکان ازبک تمامی ملک و موطن وی را تصرف کردند، وی در سال ۹۱۰ هجری قمری (۱۵۰۴ میلادی)، شکست خورده و پریشان، به همراه چند صد نفر از وفادارانش سفری را به امید فتوحات احتمالی آغاز کرد که آخر مؤسس امپراتوری مغولان هند شد. ظهیرالدین مانند جدش تیمور لنگ ترک بود و به ترک بودنش مباهات می‌کرد و همچنان مدعی بود که نوه چنگیزخان است. او شهر کابل رابرای آب و هوای مطبوع و اهمیت بازرگانی و سوق جیشی آن به عنوان مرکز خویش برگزید. بعد از فتح هند دیگر هیچگاه به کابل برنگشت، اما بنا به وصیت خود، جسدش را بعد از مرگ به این شهر آورده و در باغی که خودش بنام باغ بابر (این باغ تا هنوز به همین نام موجود است) دایر کرده بود منتقل و دفن نمودند.
پس از مرگ بابر ستاره اقبال امپراتوری تازه تأسیس یافته مغول برای مدت بیست سال در حضیض بود. یکی از بسته گان لودیها شخصی بنام فرید شیر شاه سوری تخت و تاج هند را از همایون فرزند و جانشین بابر تصاحب نمود، و سلسله‌ای را بنام سوریها را بنیان گذاشت. همایون مدت پانزده سال در تبعید به‌سر برد و عاقبت به کمک ایران قندهار و کابل را دو باره به‌دست آورد. در سال ۹۶۲ هجری قمری (۱۵۵۵ میلادی، دهلی را نیز دوباره به کف آورد. اکبر شاه پسر همایون بعد از پدرش به تخت نشست و امپراتوری مغولان هند را دوباره تثبیت ساخت. اکبرشاه بسال ۱۰۱۴ هجری قمری (۱۶۰۵ میلادی)، چشم از جهان فروبست، و پسرش جهانگیر بر جایش نشست. در این دوره‌است که باز رهبران محلی اینجا و آنجا سر بلند کرده از هر طرف صدای استقلال خواهی بگوش می‌رسد. در دوره حکومت شاه جهان، شاعر جنگجوی مشهور پشتون بنام خوشحال خان ختک از کوه‌های سلیمان سر برآورد. خوشحال در چندین مصاف با مغولان جنگید.
شاه جهان حکومت پیشاور را به خوشحال خان بخشید، اما اورنگزیب بعد از آنکه پدرش شاه جهان را خلع و خود بر مسند امپراتوری مغول تکیه زد تمام صلاحیت‌های خوشحال را محدود نموده آخر او را به زندان افگند. حکومت طولانی اورنگزیب همراه با شورش‌های مداوم قبایل پشتون مواجه بود؛ خوشحال خان در گروگان سپاهیان مغول بود و ایشان هم همواره تلاش می‌کردند تا شورش قبایل را سرکوب نمایند، او حتی در زندان نیز عمیقترین انزجار و تنفر خود را توسط اشعارش نسبت به مغولان تبارز می‌داد. خوشحال بعد از دو سال از زندان رها شد و بقیه عمر خود را در مبارزه علیه ایشان سپری نمود، او همیشه سعی می‌کرد تا اقوام پراگنده پشتون را علیه مغولان متحد سازد. با مرور زمان شالوده‌های امپراتوری مغولان هند بر اثر سوء تدبیرهای اورنگزیب سست گشت، و این امپراتوری در فاصله کوتاهی پس از مرگ اورنگزیب در سال ۱۱۱۸ هجری قمری (۱۷۰۷ میلادی) تجزیه شد و از هم پاشید. در فروپاشی امپراتوری مغولان هند افغان‌ها بی‌تأثیر نبودند. طی دویست (دوصد) سالی که مغولان حکومت هند را در دست داشتند، شهرهای مرزی افغانستان از سه سو مورد کمکش و محل منازعه بودند: مغولها از یک سو، ایرانیها از سمت غرب، و ترکان ازبک از سمت شمال. کابل، هرات و قندهار بارها میان این مدعیان متخاصم دست به دست شدند. 
در سال ۱۱۲۰ هجری قمری (۱۷۰۸ میلادی) پشتونهای غلزایی سلطه‌ای ایران بر قندهار را برانداختند؛ در هرات نیز پشتونهای ابدالی همین کار را کردند. با گذشت چند سال این قبایل چنان قدرتمند گشتند که محمود افغان مشهور به شاه محمود هوتکی بر بخش‌های وسیعی از ایران نیز برای مدتی حکم می‌راند. اما از آنجاییکه ایشان قلمرو خویش را بیش از حد توانشان بسط و توسعه داده بودند حکومتشان چندان نپایید و بزودی برچیده شد.
احمدخان سدوزایی، یکی از سران قبیله پشتونهای ابدالی از جمله امرای نادرشاه بود. وی چنان مورد اعتماد نادر بود که به فرماندهی نیروی ۴۰۰۰ نفره‌ای محافظ او گماشته شد. در سال ۱۱۶۰ هجری قمری (۱۷۴۷ میلادی) نادر به‌دست سران سپاه ایرانی خود به قتل رسید احمدخان پس ازین حادثه خود را به قندهار رساند، و در آنجا خود را امیر یعنی رئیس همه‌ای قبایل خواند و حکومت افغانستان را به‌دست گرفت.

### گورکانیان هند
(۱۵۰۱–۱۷۵۲ م. تنها در حوزه‌های کابل، جلال‌آباد و غزنی)

### دولت شَیبانی ماوراءالنهر (اُزبکان)
(۱۵۰۶–۱۵۱۰ م. در حوزه‌های بلخ، بادغیس و هرات؛ ۱۷۴۹–۱۵۱۶ م. در بلخ)

### صوفیان خراسان
(۱۵۱۰–۱۷۲۲ م. در حوزه‌های هرات، بادغیس، سیستان، بُست و قندهار؛ ۱۵۱۶–۱۵۱۰ م. در بلخ)

### هوتَکیان
(۱۷۰۹–۱۷۳۸ م. در قندهار؛ ۱۷۳۸–۱۷۲۲ م. در حوزه‌های سیستان، بُست، هرات، بادغیس)

### افشاریان
(۱۷۳۸–۱۷۴۷ م. در قندهار، بُست و سیستان؛ ۱۷۵۰–۱۷۳۸ م. در هرات و بادغیس)

## شکل‌گیری افغانستان

### شاهنشاهی احمدشاه درانی
پس از مرگ نادرشاه و فروپاشی ایران افشاری در سال ۱۷۴۷ میلادی، احمدشاه درانی دولتی در خراسان پدیدآورد.
هدف وی از اعلان پادشاهی همانند دیگر مدعیان نظیر علیقلی‌خان برادرزادۀ نادر پادشاهی بر همه ایران بود اما پس از چندی قلمروی او افغانستان نام گرفت.
دانشنامهٔ بریتانیکا، که یکی از معتبرترین منابع به‌زبان انگلیسی به‌شمار می‌رود، شاهنشاهی احمدشاه درانی را آخرین امپراتوری افغان خوانده‌است. این دانشنامه می‌افزاید که شاهنشاهی احمدشاه درانی پس از امپراتوری عثمانی، دومین امپراتوری جهان اسلام در نیمهٔ دوم قرن هجده بود که حدود قلمرو آن را از مشهد تا دهلی و از آمودریا تا دریای عرب دربر می‌گرفت.
الفنستون، محقق نامور انگلیسی، که از احمد شاه درانی به عنوان مؤسس افغانستان معاصر یاد کرده‌است، می‌نویسد: «احمدشاه خردمندانه، اساس یک امپراتوری بزرگ را نهاد. هنگام در گذشت او متصرفاتش از غرب خراسان تا سرهند و از آمو تا دریای هند گسترش داشت و این همه را یا با انعقاد پیمان به‌دست آورده بود یا عملاً (با زور شمشیر) تصرف کرده بود».
همو می‌افزاید: «به‌راستی اگر شاهی در آسیا سزاوار احترام ملت خویش باشد، جز احمدشاه کس دیگری نیست».
از سال ۱۱۶۰ هجری قمری (۱۷۴۷ میلادی به بعد حکومت مستقل افغانستان را همواره دو خانواده از طایفه ابدالی در دست داشته‌اند. از سال ۱۱۶۰هجری قمری (۱۷۴۷ میلادی) تا ۱۲۵۱ هجری قمری (۱۸۳۵ میلادی) تاج و تخت این کشور در دست سدوزایی‌ها بود؛ و از آن پس به خانواده محمدزایی که از همان طایفه بودند تعلق گرفت.
احمدخان سدوزایی دست به یکپارچه ساختن مملکت زد، کابل را تصرف نمود. همهٔ سرزمین‌های واقع در غرب رود سند را، از کشمیر تا دریای عمان، با پذیرفتن انواع مشکلات از دست مغولان هند باز پس گرفت. احمدشاه (احمدخان سدوزایی) ملقب به احمدشاه بابا ۱۲ مرتبه بر هند لشکر کشید در سال ۱۱۷۰ هجری قمری (۱۷۵۶ میلادی) دهلی را تصرف کرد و خزانه‌ای خود را با ثروت سرشار که از آنجا غنیمت گرفته بود انباشت.
بعد از مرگ احمدشاه در سال ۱۱۸۷ هجری قمری (۱۷۷۳ میلادی) تا چهل و پنج سال بعد همچنان رقابت و کشمکش و دسیسه چینی در میان مدعیان حکومت در طایفهٔ سدوزایی ادامه یافت؛ این وضع باعث از هم گسیختگی خاندان حاکم گشت و چیزی نمانده بود که افغانستان را نیز از هم بپاشد.
پسر دوم و جانشین احمدشاه، یعنی تیمورشاه، پایتخت خود را از قندهار به کابل انتقال داد و مدت بیست سال از (۱۱۸۷ هجری قمری (۱۷۷۳ میلادی)-۱۲۰۸ هجری قمری(۱۷۹۳ میلادی)) بر قلمرو وسیع اما نا مطمئن حکم می‌راند. تیمور شاه بیست و سه پسر داشت اما نتوانست برای خویش جانشین تعین کند. طی بیست و پنج سال شاهزادگان سدوزایی مشغول توطئه و تحریک برای دست یافتن به حکومت کابل بودند و قلمرو این حکومت هم به مرور زمان از هم می‌پاشید. در این مدت از میان پسران تیمور شاه، سه برادر هر کدام برای چند صباحی و یکی از ایشان دو بار به حکومت رسیدند، و هریک از ایشان نیز بزودی قربانی توطئه‌های خانوادگی گردیدند. بعد از اینکه این برادران رئیس طایفه‌ای محمدزایی به قتل رساندند و پسر بزرگ وی فتح محمدخان (وزیر فتح خان) را کور کردند، کاسه‌ای صبر محمدزایی‌ها لبریز شد. این طایفه علم طغیان علیه سدوزایی‌ها را بلند کرد، و در سال ۱۲۳۳ هجری قمری (۱۸۱۸ میلادی) دوست محمدخان، جوانترین پسر رئیس طایفه محمد زایی، حاکم سدوزایی را در حوالی کابل شکست داد.
دراین روزها از قلمرو وسیع سدوزایی چیز چندانی باقی نمانده بود. بلخ دعوی استقلال می‌کرد، مرو و کوشک به تصرف روسیه تزاری درآمده بودند، رانجیت سینگه والی ایالت پنجاب نیز اعلان حکومت نمود. انگلیس‌ها بر بلوچستان دست انداخته بودند و سند نیز در مقابل حکومت افغان‌ها تمکین نمی‌کرد.
دوست محمدخان در چنین شرایط بحرانی به سال ۱۲۵۰ هجری قمری (۱۸۳۵ میلادی) خود را امیر افغانستان خواند. دوست محمد از انگلیس‌ها که عملاً از سیکها حمایت می‌کردند تقاضا نمود تا بر سر مسئله پنجاب میان ایشان میانجیگری نمایند و در ضمن به انگلیس قول داد که افغان‌ها مانع پیشروی روس‌ها از شمال به جانب جنوب شوند. دوست محمد خان وقتی زمام امور را در دست گرفت که دو امپراتوری بزرگ روسیه و انگلیس سرگرم پیش‌روی‌ها و توسعهٔ قلمرو خویش بودند. افغانستان به صورت مانع و حد فاصل طبیعی و کوهستانی در میان این دو امپراتوری، به مهره‌ای پیاده‌ای در رقابت شطرنج وار این قدرت‌های بزرگ قرن ۱۹ و دست آخر به سپری برای جلوگیری از تصادم آن دو، بدل شد.
وقتی دوست محمد در مبارزه با سیکها از انگلیس کمک خواست آن‌ها حاضر نشدند که به وی کمک کنند، چه که آن‌ها آخرین حملات دوران احمدشاه بر هند را هنوز بخاطر داشتند و بخود اجازه نمی‌دادند تا افغان‌ها این مردمان کوه‌نشین و دیرآشنا و حادثه جو را تهدیدی برای سلطه‌ای خود بر هند ندانند. همین احساس خطر بالاخره باعث شد که دوست محمدخان دو سال بعد از حکومت افغانستان کنار رود. وقتی دوست محمدخان از انگلیس استمداد کرد که هرات نیز در محاصرهٔ ایران بود. انگلیس‌ها از پیش‌روی ایران و پیش‌روی روسیه در آسیای مرکزی بیشتر احساس خطر کردند. وقتی انگلیس‌ها به درخواست امیر دوست محمد جواب منفی دادند، وی نیز ناگزیر دست به دامان تزار روس زد. در این وقت انگلیس خطر را بسیار جدی تلقی نموده اعلان نمود که برای حفظ هند بریتانوی در مقابل دست درازیهای روسیه ضرورت می‌داند تا در کابل یک حکومت دوست انگلیس باشد، در این وقت شاه شجاع، شاهزاده مخلوع و بی تخت و تاج سدوزایی اعلان کرد که هرگاه انگلیس‌ها در رسیدن به حکومت کابل به وی کمک کنند، او حاضر است که پیشاور را به سیکها واگذارد.
تا این هنگام ایرانی‌ها هرات تخلیه کرده بودند، اما با این حال انگلیس‌ها افغانستان را اشغال کردند، و بدین ترتیب نخستین جنگ انگلیس و افغانستان (۱۲۵۴ هجری قمری (۱۸۳۸ میلادی) - ۱۲۵۸ هجری قمری (۱۸۴۲ میلادی)) آغاز می‌شود.

### جنگ اول افغان و انگلیس (۱۸۴۲–۱۸۳۹)
در سال ۱۲۵۴ هجری قمری (۱۸۳۳ میلادی) جنگ بین افغانستان و انگلیس در بخش جنوبی دره هلمند روی داد. دوست محمدخان که در کابل خود را در چنبر توطئه‌ها و دسایس گرفتار دید، ناگزیر به تبعید در هند تن در داد.
نیروهای انگلیسی در کابل مستقر شدند و شاه شجاع نیز بر حکومت کابل دست یافت، هم شاه شجاع و هم انگلیسی‌ها در نیافته بودند که مردم او را نه به عنوان شاه بلکه حتی به عنوان رئیس یک قبیله هم نمی‌پذیرند. نیروهای انگلیسی از شاه شجاع حمایت کردند و بزودی خود را در حلقه‌ای محاصره‌ای افغان‌های وطن‌پرست یافتند، جنگجویان افغان از هر سو بر انگلیس‌ها حمله نمودند، و محاصره را روز تا روز تنگتر ساختند. در ژانویه ۱۲۵۷ هجری قمری (۱۸۳۶ میلادی) انگلیسی‌ها اعلام نمودند که حاضرند کابل را تخلیه کنند. رهبران کابل (طرفدار انگلیس) اعلام نمودند که آن‌ها بدون آسیب خود را به هند خواهند رساند، و این تضمین رهبران کابل خشم افغان‌ها را بیشتر برانگیخت، زیرا که آن‌ها این رهبران را به رسمیت نمی‌شناختند.
ستون نیروهای انگلیسی مرکب از ۴٬۵۰۰ مرد جنگی، عده‌ای زن و کودک، ۱۲٬۵۰۰ خدمه و سایر همراهان لشکر در میان برف سنگین و سرمای شدید زمستان، کابل را ترک کردند، اما ناگهان مورد هجوم قبایل خشمگین کوه‌نشین قرار گرفتند. حمله کنندگان کسانی بودند که برای به‌دست آوردن غنیمت بر ایشان حمله نموده تمام عفت و احساس بشردوستی را زیر پا گذاشته همه را قتل‌عام نمودند. (درست نیست. افغان‌ها در بت خاک، جگدلک و دره خوردکابل با سربازان انگلیسی که از لحاظ تسلیحاتی تفوق نیز داشتند، جنگید و همه را به قتل رسانیدند. اینکه گفته شده (تمام عفت و احساس بشر دوستی) را زیر پا گذاشتند درست نیست. به دلیل اینکه افغان‌ها تمام تمام افسران افسران متأهل انگلیسی را با زنان و فرزندان شان که تعداد شان به حدود چهار صد نفر می‌رسید، تحت حمایت خود گرفتند. رجوع شود به خاطرات خانم سیل به نام شبیخون افغان. و دیگر اینکه باید پرسید انگلیس‌ها ۱۵۰۰۰ کیلومتر دورتر از خانه خود در در یک کشور بیگانه چی می‌کردند؟ مگر نه اینکه آن‌ها متجاوز بودند و جزای متجاوز را باید این چنین داد)
در فاصله‌ای کمتر از یک سال بعد گروهی از نیروهای انگلیسی برای گرفتن انتقام رهسپار افغانستان شدند. اینان قلعه و بازار بزرگ شهر را به آتش کشیدند، و هرگونه مخالفت را سرکوب نمودند. تلاش‌های مذبوحانه انگلیس برای ایجاد یک حکومت تحت‌الحمایه در کابل علی‌رغم هزینه‌ای بسیار سنگین مالی و انسانی، تقریباً هیچ ثمری نداشت جز دشمنی و عداوت پایه دار افغان‌ها با ایشان. شاه شجاع که مورد حمایت انگلیس بود در این گیرو دارها کشته شد. دوست محمدخان امیر تبعیدی از هند به افغانستان بازگشت و مورد استقبال مردم قرار گرفت. دوست محمد پیش از فرارسیدن مرگش به سال ۱۲۷۹ هجری قمری (۱۸۵۸ میلادی) توانست افغانستان را تقریباً در همان محدوده‌ای که امروز است، متحد و یکپارچه سازد.
پس از مرگ دوست محمدخان باز پسرانش مانند پسران تیمورشاه بخاطر به‌دست آوردن تخت و تاج به جان هم افتادند، سرانجام شیرعلی خان در ۱۲۸۵ هجری قمری (۱۸۶۴ میلادی) به حکومت رسید. در سال‌های حکومت داری شیرعلیخان لندن و سن پترزبورگ در مذاکره‌ای به این فیصله رسیدند که روسیه مرزهای شمالی افغانستان را که کمابیش با رود جیحون منطبق است، به رسمیت بشناسد، و این منطقه باید خارج از نفوذ روسیه بماند.
با همه‌ای این احوال، مشکلات و مسائلی که در سال ۱۲۹۴ هجری قمری (۱۸۷۷ میلادی) بین انگلیس و روسیه پیش آمد، نتایج آن برای شیرعلیخان در نهایت گران تمام شد. روس‌ها در مرزهای شمالی افغانستان لشکر آراستند و در سال ۱۲۹۵هجری قمری (۱۸۷۸ میلادی) یک هیئت دیپلماتیک به نزد امیر شیرعلی اعزام کردند. انگلیس هم برا ی اینکه از معرکه عقب نماند متقابلاً یک هیئت سیاسی را به‌طرف کابل گسیل داشتند، اما نگهبانان مرزی افغانستان هیئت انگلیسی را در تنگه خیبر متوقف ساخت. انگلیس‌ها که از این رفتار حکومت کابل به خشم آمده بودند، اعلام کردند که حکومت افغانستان باید از این عمل خود عذرخواهی کند و به هیئت انگلیس اجازه بدهند که وارد کابل شود. توضیحات امیر شیرعلی خان نیز انگلیس را قانع نکرد، لذا دومین جنک انگلستان و افغانستان درگرفت.

### جنگ دوم افغان و انگلیس (۱۸۸۰–۱۸۷۸)
وقتی انگلیس‌ها از طرف جنوب، افغانستان را اشغال کردند، امیرشیرعلیخان از روس‌ها استمداد کرد، ولی پاسخی نیافت و ناگزیر اداره امور را به فرزندش یعقوب خان سپرد و خود به امید جلب کمک رهسپار شمال گشت، روس‌ها تنها کمکی که به وی کردند این بود که توصیه نمودند به پایتختش برگردد و با انگلیس‌ها از در صلح درآید. امیر شیرعلی ناامید، افسرده و در هم شکسته در مزارشریف چشم از جهان فروبست.
انگلیس‌ها اینبار نیز با رهبرانی پیمان بستند که افغان‌ها ایشان را بحیث رهبر نمی‌شناختند. اگرچه یعقوب خان فرزند شیرعلیخان بود و از طرف وی اداره‌ای امور را در شهر کابل در دست داشت، ولی او نیز رهبری نبود که مورد قبول سران قبایل باشد. وی به همهٔ خواستهای انگلیس که مهم‌ترین آن‌ها عبارت بود از این‌که افغانستان باید روابط خود را با سایر کشورهای خارجی با مشورت انگلیس تنظیم کند، گردن نهاد. نمایندگانی راکه انگلیس بنابر مفاد همین معاهده صلح (معاهده صلح گندمک)، در سال ۱۲۹۶ هجری قمری (۱۸۷۹ میلادی) به کابل اعزام نموده بود، چند هفته بعد به دست افغان‌هایی که مخالف این معاهده بودند، به قتل رسیدند. از این رو سه لشکر تازه‌نفس انگلیسی که هنوز آسیبی ندیده بودند وارد صحنه شده، کابل و قندهار را اشغال کردند. یعقوب خان بعد از مدت کوتاهی به هند تبعید شد.
انگلیس‌ها پی بردند که اشغال افغانستان کار چندان مشکلی نیست ولی نگهداری آن خیلی مشکل است، بنابراین به فکر آن افتادند تا در میان قبایل کسی را بیابند که هم مورد قبول مردم باشد و هم نزد انگلیس‌ها مقبولیت داشته باشد، این آخرین امید انگلیس در وجود عبدالرحمان خان پسر عمو (کاکا) ی امیر تبعید شده و نوه‌ای دوست محمدخان تحقق یافت. انگلیس‌ها از موفقیت نه چندان بزرگ خویش در جنگ دوم چشم پوشیده، از افغانستان خارج شدند، عبدالرحمان که مردم ترکستان افغان را به دور خود جمع کرده بود، در قبال گرفتن شناسایی از طرف انگلیس‌ها تنظیم روابط خارجی خویش را به ایشان واگذاشت

## استقلال افغانستان

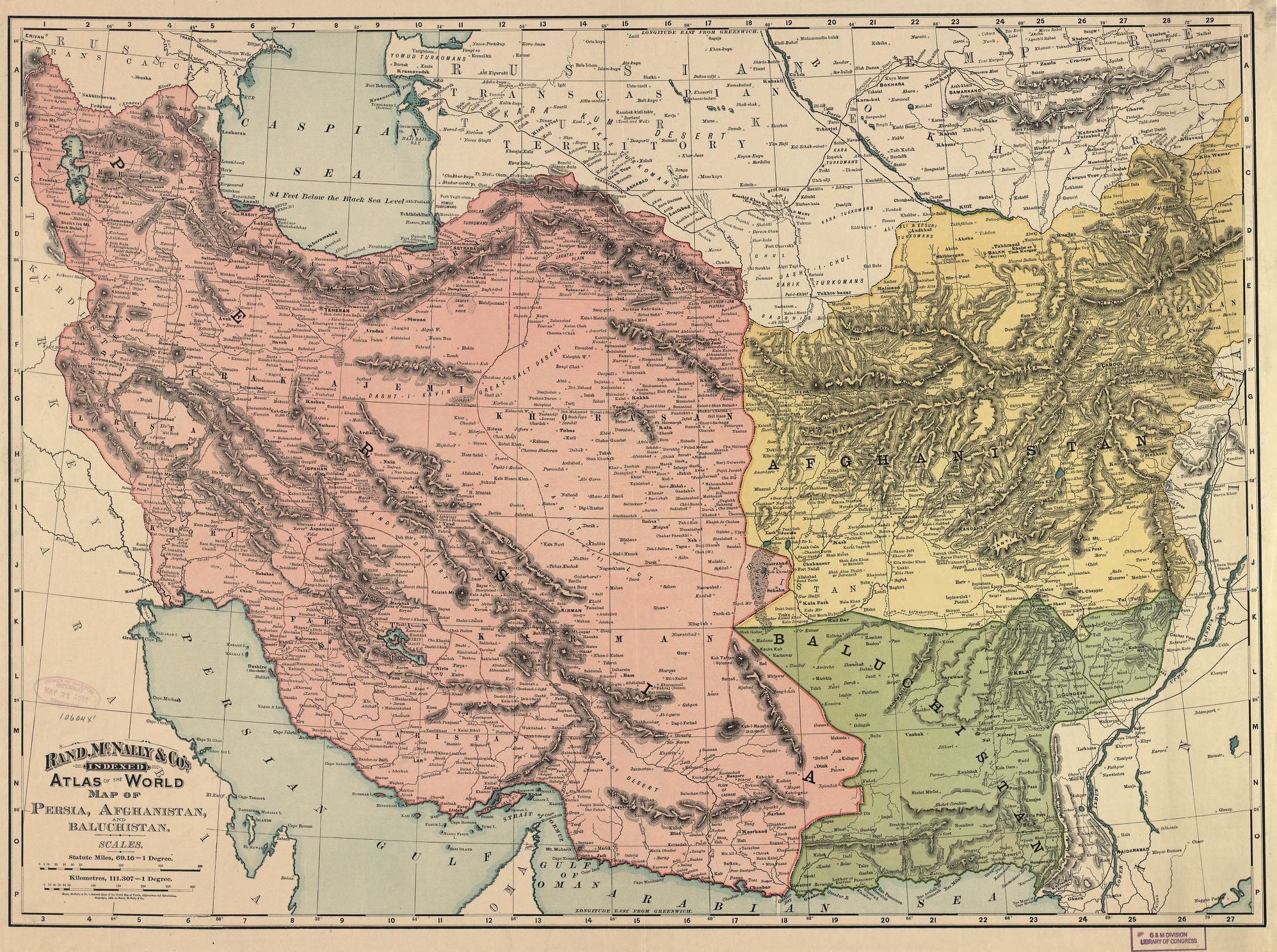
ایران، افغانستان و بلوچستان انگلیس ۱۸۸۹–۱۸۹۰

### عبدالرحمن خان و شکل‌گیری سرحدهای سیاسی
در خلال حکومت او روس‌ها و انگلیس‌ها به توافقی قطعی در مورد مرزهای طولانی افغانستان با روسیه، از مرزهای ایران تا پامیر، دست یافتند. مرزهای جنوب غربی انگلیس نیز بر اساس خط مشهور دیورند (Durand Line) تعیین گشت، انگلیس‌ها عبدالرحمان را مجبور ساختند تا معاهده ننگین دیورند را امضا کند که در اثر آن نیمی از سرزمین پشتونها به قوای بریتانیا تعلق گرفت. سیاست شوم و استعماری آن زمان انگلیس باعث گشت که از آن زمان تاکنون افغانستان و پاکستان موفق نشده‌اند تا مسئله مرزی خویش را حل نمایند، از آن زمان تاکنون پیوسته یک سلسله کشاکش‌های مرزی، برخوردهای نظامی و تحریکات متقابل در سراسر این مرزها را به دنبال داشته‌استند. اگرچه در این مدت سایه و سنگینی اقتدار وی در همهٔ گوشه و کنار این سرزمین احساس می‌شد، اما ادغام مردم و اقوام مختلف این جغرافیا و درآوردن آنان به صورت ملتی یکپارچه و متحد، جز از راه زور و استبداد ممکن نمی‌بود.

### حبیب‌الله خان
عبدالرحمان خان به‌سال ۱۳۱۹ هجری قمری (۱۹۰۱ میلادی) مرد، حبیب‌الله خان پسر بزرگش بر طبق وصیت پدر برجای وی نشست. حبیب‌الله خان سیاست انزواگرایی پدر را دنبال کرد، وی همواره با هرگونه تلاش قدرت‌های خارجی برای کسب امتیازاتی در افغانستان مخالف بود. حبیب‌الله خان طب غربی را در کشور رایج ساخت و خرید و فروش برده را نیز لغو نمود، و یک باب مدرسه‌ای عالی را بنابر الگوهای غربی بنام حبیبیه تأسیس نمود.
در صحنهٔ بین‌المللی، روسیه و انگلیس طی قرارداد ۱۳۲۵هجری قمری (۱۹۰۷ میلادی) سن پترزبورگ خود یکبار دیگر بر موافقتشان با اینکه افغانستان همچنان بایستی به مثابه‌ای سپری در میانه‌ای این دو قدرت باقی بماند، تأکید کردند. در فاصله کمی بعد از انعقاد این قرارداد جنگ جهانی اول شعله‌ور شد. افغانستان از هردو سو به‌شدت تحت فشار قرار گرفت. آلمان‌ها در پی آن بودند که حمایت و یاری افغانستان را نسبت به خودشان در مقابل انگلیس‌ها جلب کنند، سلطان حمید عثمانی (که خود را خلیفه مسلمین می‌خواند) علیه کفار و مشرکان حکم جهاد داده بود، و آشوب طلبان هندی می‌کوشیدند هر طور شده پای افغانستان را به جنگ بکشند. علی‌رغم همه اینها امیرحبیب الله کاملاً به قول و قراری که برای حفظ بیطرفی با انگلیس گذاشته بود وفا کرد، و با این کار با مخالفت‌های شدیدی در بین مردم خود مواجه شد. وی در مقابل حفظ بی‌طرفی افغانستان تقاضا کرده بود که با پایان گرفتن جنگ به این کشور استقلال کامل داده شود. اما پیش از آنکه با هر نوع مخالفت صریحی از انگلیس برای تضمین این خواسته بگیرد، در سال ۱۲۹۸ ه‍.ش (۱۹۱۹ میلادی) به شکل مرموزی به قتل رسید.

### امان‌الله شاه، استقلال و اصلاحات
پس از مرگ امیرحبیب الله خان پسر سومش، امان‌الله خان تخت و تاج پدر را تصاحب کرد. و به عنوان شاه افغانستان پذیرفته شد.
در این روزها احساسات ضد انگلیسی در بین مردم به اوج شدت خویش رسیده بود، زیرا عموماً معتقد بودند که انگلیس می‌بایست در قبال بیطرفی افغانستان در جنگ اول جهانی، استقلال کامل این کشور را بدان بازمی‌گرداند. شاه کمان‌الله از احساسات ضد انگلیسی مردم استفاده نموده، در سال ۱۲۹۸ ه‍.ش (۱۹۱۹ میلادی) سومین جنگ علیه انگلیس را آغاز کرد. سفربری نیروهای این کشور به طرف هند آغاز شد، نیروهای هوایی انگلیس برای مدت ده روز پشت هم شهر جلال‌آباد و نواحی خیبر را فتح کردند، بعد از ده روز جنگ افغانستان تقاضای آتش‌بس و پیشنهاد صلح نمود. انگلیس‌ها هم که از جنگ اول جهانی خسته و فرسوده شده بودند، با اندکی تعلل این تقاضا را پذیرفتند. از سوی دیگر انقلاب اکتبر ۱۹۱۷ در روسیه نیز تأثیرات خود را داشت، و دیگر برای انگلیس تهدیدی محسوب نمی‌شد، سیاست بلشویکها عدم مداخله در امور دیگران بود. افغانستان در نخستین روزهای جنگ سوم افغان و انگلیس اعلان استقلال نمود. انگلیس به سال ۱۳۰۰ ه‍.ش (۱۹۲۱ میلادی) طی قراردادی در راولپندی استقلال افغانستان را به رسمیت شناخت.
شاه امان‌الله سیاست گوشه گیرانه پدر بزرگ و پدرش را کنار گذاشته دست به یک سلسله اصلاحات اساسی زد که در تاریخ افغانستان بی‌نظیر بودند. این اصلاحات شاه مورد قبول قشر مذهبی واقع نشد، ملاها و روحانیون محافظه کار دست به تحریکات علیه شاه اصلاح طلب زدند. در سال ۱۳۰۷ ه‍.ش (۱۹۲۷ میلادی). امان‌الله خان نخستین رهبر افغان بود که عنوان خود را از امیر به شاه تغییر داد، و همراه با همسرش ملکه ثریا از اروپا، ترکیه، مصر و ایران دیدن کرد. وی که از دیدن تحولات در جهان و به ویژه کشورهای مسلمان همسایه (ایران و ترکیه) شگفت زده شده بود، دست به اقدامان و اصلاحات وسیع زد. رفع حجاب زنان، دادن آزادی‌هایی برای زنان، دموکراتیزه کردن جامعه، رایج ساختن لباسهای اروپایی در دفاتر و ادارات دولتی از نخستین اقدامات شاه جوان افغان بودند که با مخالفت رهبران مذهبی و ملاها روبرو گشت، شخصی به نام ملای لنگ در مناطق جنوبی افغانستان دست به تحریکات علنی علیه امان‌الله خان زده و علیه وی فتوای جهاد داد. از سوی دیگر نادرخان و برادران نیز دست به‌کار شده توطئه و دسیسه‌سازی علیه امان‌الله خان را آغاز نمودند. در این روزها یکبار دیگر کشور دست‌خوش آشوب‌ها و توطئه‌ها و دسایس گشت، این آشوب‌ها بار دیگر استقلال افغانستان را تهدید می‌نمودند. درین میان جوانی بنام حبیب‌الله کلکانی به کمک روحانیون که لقب خادم دین رسول‌الله را به وی اعطا نمودند با تنی چند از یاران وفادار و جانباز خود از شمالی به سوی کابل به قصد تصرف تخت و تاج براه افتاد. شاه امان‌الله جنگ را لازم ندانسته تخت و تاج را رها کرده به هند رفت و بقیه سی سال عمر خود را در اروپا گذراند. ت

### محمدنادر شاه غدرا
محمد نادرخان در زمرهٔ محافظان امیر حبیب‌الله خان خدمت می‌کرد، و دست آخر به فرماندهی کل ارتش وی منصوب گشت. بعد از آن‌که حبیب‌الله خان به قتل رسید، خیانتهای محمدنادرخان نیز برملا گشتند، پادشاه جوان افغان امان‌الله خان او را از فرماندهی کل قوا معزول نمود. نادرخان به بهانه‌ای علاج بیماری عازم اروپا گردید و در آنجا در تبانی با انگلیس دست به دسیسه چینی علیه دولت تازه بنیاد شاه امان‌الله زد، از جمله شاه را متهم به کفر نمود و عکسهای جعلی بی‌حجاب را از خانم شاه (ملکه ثریا) تهیه کرده در بین قبایل توزیع نمود همچنان عکس جعلی دیگری را تهیه کردند که گویا شاه در اروپا دست پاپ اعظم را بوسیده‌است، این همه دسایس محمد نادرخان و برادران باعث شدند تا روحانیون فرصت طلب که همواره از حکومت هند بریتانوی جیره می‌گرفتند علیه شاه مردم را تحریک نمودند. شاه بدون جنگ و خون‌ریزی تخت و تاج را رها کرد. امیرحبیب الله مشهور به کلکانی تخت و تاج را تصاحب نمود. نادرخان و برادران از طریق هند بریتانوی وارد پکتیا گشته قبایل پشتون را تحت نام برگشتاندن تخت وتاج به وارث اصلی آن شاه امان‌الله، علیه حبیب‌الله تحریک نمودند. حبیب‌الله نمی‌خواست که جنگ کند، او می‌خواست که بدون جنگ و خون‌ریزی تخت و تاج را تسلیم نادرخان کند، در صورتی‌که به وی و طرفدارانش صدمه‌ای نرسد. نادرخان بر قرآن مهر نهاد و سوگند خورد که جان وی و طرفدارانش درامان خواهد بود. حبیب‌الله نیز به سوگند نادرخان اعتماد نموده دست از سلطنت کشید. نادرخان همراه با قبایل جنوبی وارد کابل شده حبیب‌الله و طرفدارانش را از دم تیغ کشید و بدین طریق حکومت رعب و شتم را بنا کرد. چندین هزار نفر قبایلی که بیشترشان را مردان آنسوی مرز (هند بریتانوی) تشکیل می‌داند نادرخان و برادران را در به قدرت رسیدن همکاری نموده بودند، در مقابل خواهان پاداش بودند. نادرخان تمام دارایی بانک را بین ایشان تقسیم کرد، اقوام تشنه‌ای تاراج و غارت، دار و ندار شهر را مانند گرگان بیابانی تاراج نموده با خود به آنسوی مرز انتقال داده و عده‌ای دیگر هم پست‌های مهمی دولتی را تصاحب کرده ملکیتهای مردم را نیز بزور تفنگ از آن خویش ساختند.
نادرخان و برادران اندکترین مخالفت را نسبت به خود و حکومت خویش توسط ژاندارمرهای خویش در نطفه خنثی ساختند، هزاران انسان را به طرفداری از امان‌الله یا به جرم وطن‌دوستی و آزادی‌خواهی رهسپار زندان‌های مخوف و سیاه چالها نموده که بیشترینشان در آن سیاه چالها جان سپردند. آخرالامر نادرخان در سال ۱۳۱۲خ/۱۹۳۳م در اثنای توزیع جوایز در یک مدرسه توسط جوانی بنام عبدالخالق به ضرب گلوله کشته شد. برادران نادر زمینه‌ای بقدرت رسیدن پسر خویش محمدظاهر را مساعد ساخته و هیچکدامشان ادعای تخت و تاج را نکردند، چه که آن‌ها به خوبی می‌دانستند، که نفاقهای خانوادگی زمینه‌ای نابودی ایشان را بیشتر مساعد خواهد کرد، چون ایشان در بین مردم دارای اعتبار و حیثیتی چندانی نبودند، ایشان را مردم غاصب تخت و تاج می‌دانستند. از همان روزهای نخست ایشان بنا حکومت خویش را بر غدر و مکر نهاده بودند.

### محمدظاهر شاه
محمدظاهر پسر ارشد محمدنادر پادشاه مقتول به سال ۱۳۳۲ قمری/۱۹۱۴ میلادی به دنیا آمد، و هنگامی‌که به جای پدرش نشست فقط ۱۹ سال داشت. محمدظاهر کمتر از ده سال داشت که به فرانسه اعزام شد، وی الی شانزده سالگی در اروپا به‌سر برد، معلوم نیست که وی در آنجا در کجا تحصیل کرده‌است، بعد از شانزده سالگی به افغانستان بازگشت و شامل مدرسه نظامی کابل شد. محمدظاهر وقتیکه به جای پدر نشست کودکی بیش نبود ولی عموهایش قدرت را در دست گرفته مملکت را بزور سرنیزه و رعب و شتم اداره نمودند. مخصوصاً هاشم خان کاکایش فرد ظالم و مستبد بود که دوره وی به نام دوره هاشم‌خانی در جنایتکاری و استبداد معروف است.
محمدظاهر ۴۰ سال حکومت کرد و درین دورهٔ حکومت طولانی نه اینکه برای ملت مظلوم افغانستان خدمتی نکرد بلکه مردم را از علم دانش دور نگهداشته و زمینهٔ دوام حکومت خودرا مساعد نگهداشت. اما تنها کیفیتی که این دوره ۴۰ ساله داشت این بود که افغانستان در صلح و آرامش به‌سر برد چیزی که قبل از آن و بعد تا امروز در تاریخ افغانستان تجربه نشده‌است. ظاهر شاه به تاریخ ۲۲ ژوئیه ۲۰۰۷ در کابل چشم از جهان پوشید.
بالاخره در سال ۱۳۵۲ «هجری شمسی» سردارمحمد داود پسر کاکای ظاهرخان انقلاب نموده و با ایجاد اولین ریاست جمهوری در افغانستان به حکومت شاهی محمدظاهر خاتمه بخشید.
سردار محمد داود اولین ریس جمهور افغانستان دوست آزادی ترقی و پیشرفت کشور بود.
بالاخره در ۷ ثور سال ۱۳۵۷ «هجری شمسی» انقلاب دموکراتیک خلق دوره حیات و ریاست جمهوری داود خان را پایان بخشید.
بعد از اینکه امان‌الله خان در سال ۱۹۱۹ میلادی زمام شاه افغانستان اعلام شد، آزادی و استقلال افغانستان را در صدر برنامه‌های کاری اش قرار داد.
موضوع استقلال افغانستان و جنگ سوم افغان-انگلیس از سوی بریتانیا کم‌اهمیت و خیلی کوچک جلوه داده شد، با وجودی که جنگ سوم افغان-انگلیس از جمله جنگ‌های بزرگ به‌شمار می‌رود که دران بیش از ۱۶ میلیون پوند خسارات مالی به کشور بریتانیا وارد شد و حدوداً ۲۰۰۰ افراد نظامی آن‌ها نیز درین جنگ هلاک شدند.
بعد از اینکه نیروی افغانی در جنگ سوم افغان انگلیس پیروز شدند، امان‌الله خان در ۱۸ اوت ۱۹۱۹ میلادی استقلال رسمی افغانستان را اعلام کرد و این روز را که مطابق به ۲۸ اسد است رخصتی عمومی اعلان کرد.

## ظهور طالبان و تأسیس جبهه متحد
جنوب افغانستان تا حد زیادی نه تحت کنترل دولت مرکزی بود و نه تحت کنترل شبه نظامیان شمال بود. شبه نظامیان محلی یا رهبران قبیله‌ای بر جنوب حکومت می‌کردند. در سال ۱۹۹۴ طالبان بنیادگرا در ولایت جنوبی قندهار ظاهر شدند. جنبش طالبان متشکل از افرادی بود که قبلاً به عنوان مجاهد جنگیده بودند و از مدارس مذهبی پناهندگان افغان در پاکستان استخدام شده بودند.
در سال ۱۹۹۴ طالبان قدرت را در ولایات مختلف جنوبی و غربی افغانستان به دست گرفتند. تا ماه مارس ۱۹۹۵، طالبان شش ولایت را تصرف کرده و به کابل رسیده بودند. در اوایل سال ۱۹۹۵، طالبان مذاکراتی را با دولت ربانی و شبه‌نظامیان شیعه حزب وحدت انجام دادند، اما این مذاکرات به صلح منجر نشد. در حالی که طالبان ابتدا در نبرد کابل شکست خوردند، آنها به پیشروی خود در غرب کشور ادامه دادند. این منجر به یک اتحاد مخفی موقت بین طالبان و جنگ‌سالار دوستم شد. طالبان با حمایت لجستیکی آی‌اس‌آی و تسلیحات و وسایل نقلیه جدید پاکستان و عربستان سعودی، نیروهای خود را پس از چند شکست در کشور سازماندهی مجدد کردند و همچنین در سال ۱۹۹۶ حمله مجدد علیه کابل را برنامه‌ریزی کردند. در ۲۶ سپتامبر ۱۹۹۶، مسعود وزیر دفاع دستور خروج نیروها از شمال افغانستان را صادر کرد. در ۲۷ سپتامبر ۱۹۹۶، طالبان به کابل حمله کردند و امارت اسلامی افغانستان را تأسیس کردند که تنها توسط پاکستان، عربستان سعودی و امارات متحده عربی به رسمیت شناخته شد.
مخالفان طالبان، رئیس‌جمهور مخلوع ربانی، مسعود و دوستم در پاسخ به حملات طالبان، جبهه متحد (معروف به ائتلاف شمال) را تشکیل دادند. قدرتمندترین شخص این اتحاد مسعود بود. ایران و روسیه از نیروهای مسعود حمایت می‌کردند، پاکستان در کنار طالبان مداخله نظامی می‌کرد. بر اساس اسناد محرمانه از مقامات ایالات متحده (آرشیو امنیت ملی)، دولت پاکستان پس از به دست گرفتن قدرت در کابل در سال ۱۹۹۶، از طریق تدارکات، سلاح، سوخت و غذا و از جمله موارد دیگر را در اختیار طالبان قرار می‌داد. حدود ۱۰۰۰۰ شبه نظامی اسلامگرا از کشورهای عربی، پاکستان و سایر کشورهای آسیایی مانند ازبکستان نیز در حمله ۲۵۰۰۰ جنگجوی طالبان علیه ائتلاف‌شمال فعال شرکت داشتند.
در اوایل سال ۲۰۰۱، جبهه متحد یک استراتژی جدید فشار نظامی را به کار گرفت.
طالبان تفسیر سیاسی و حقوقی خود از اسلام را در مناطق تحت کنترل خود اعمال کردند. با پیشرفت جنگ، طالبان به رادیکالیزه کردن خود ادامه دادند و سیاست‌های رادیکال ضد مسلمانان را اجرا کردند. در ۱۰ مارس، با وجود اعتراضات گسترده در جهان اسلام، آنها مجسمه‌های بودای بامیان را با بمب‌های انفجاری و آتش توپخانه تخریب کردند. بر اساس گزارش سازمان ملل متحد، طالبان در حالی که تلاش می‌کردند کنترل غرب و شمال افغانستان را تحکیم کنند، قتل‌عام‌های سیستماتیک علیه غیرنظامیان انجام دادند. در مزارشریف قتل‌عام صورت گرفت. به گفته سازمان عفو بین‌الملل و دیده‌بان حقوق بشر، هم طالبان و هم نیروهای ائتلاف شمال هنگام بمباران کابل به غیرنظامیان توجهی نکردند.

## نقشه تقریبی پیش از اسلام
| عنوان                             | سال                                               | توضیح |  |
| --------------------------------- | ------------------------------------------------- | --- |  |
| هخامنشی‌ها                         | از سده ششم تا چهارم                               | حمله نخست در حدود ۵۳۵ پ.م. به دست کوروش بزرگ انجام شد. او مناطق غربی رود سند را به کشورش افزود. پس از مرگ او داریوش بزرگ در حدود سال ۵۱۸ پ.م. از هیمالیا وارد هند شد و دوره دوم فتوحات را تا رود جهلم در پنجاب انجام داد. |  |
| امپراتوری سلوکی                   | ۳۱۲ پیش از میلاد–۶۳ پیش از میلاد                  | پس از مرگ اسکندر مقدونی، امپراتوری اسکندر سه‌پاره شد و سرزمین‌های آسیایی آن به‌دست یکی از سردارانش به نام سلوکوس افتاد. |  |
| پادشاهی یونانی باختری             | ۲۵۶ پیش از میلاد –۱۲۵ پیش از میلاد                | شرقی‌ترین بخش جهان یونانی در آسیای میانه، یک دولت باستانی بود که از سال ۲۵۰ تا ۱۲۵ پ.م. بر بیشتر افغانستان، ازبکستان، تاجیکستان، ترکمنستان و مناطقی از ایران، پاکستان و هند امروزی فرمان می‌راند. و توسط ساتراپ سلوکی دیودوتوس اول سوتر تأسیس شد. پایتخت این دولت، شهر بلخ بود. |  |
| پادشاهی هندوسکایی                 | • ۱۵۰ پیش از میلاد تا ۴۰۰ میلادی                  | پادشاهی هندوسکایی یک دولت ایرانی بود که برای مدتی بر شمال هند فرمان راند. پادشاهی سکاها در هند - که احتمالاً به شکل کنفدراسیونی از چند پادشاهی کوچک‌تر بوده - به اشکال مختلف خود از سال صد و پنجاه پیش از میلاد تا آغاز قرن پنجم میلادی ادامه داشت. هندوسکاها گروهی از مردمان کوچ نشین ایرانی با منشأ سکایی بودند که از آسیای مرکزی به سمت جنوب به شمال غربی شبه قاره هند و دقیقاً به مناطق امروزی جنوب آسیا در افغانستان، پاکستان و شمال هند مهاجرت کردند. |  |
| پادشاهی هندوپارتی یا پادشاهی سورن | ۱۹–۲۲۶                                            | این پادشاهی در سال ۱۹ م. توسط شهربان سیستان، گندفر، یکی از شاهزادگان خاندان سورن، با اعلام استقلال از شاهنشاهی اشکانی بنیان گذاشته شد. گندفر پس از اعلام استقلال به سرزمین‌های پادشاهی هندوسکایی و دولت یونانی هند حمله برد و پادشاهی خود را به یک شاهنشاهی تبدیل کرد. با این حال با مرگ گندفر و مهم‌تر از آن، حملات کوشان‌ها به قلمروی سورن‌ها، این دولت بار دیگر به شکل یک پادشاهی درآمد. شاهزادگان سورن تا سال ۲۴۰ م. استقلال خود را در سیستان حفظ کردند، با این حال با ظهور شاهنشاهی ساسانی، تحت فرمان آنان درآمدند. ممکن است سقوط پادشاهی سورن به شکل نبرد رستم و اسفندیار در داستان‌های حماسی جهان ایرانی بازتاب پیدا کرده باشد. |  |
| شاهنشاهی کوشانی                   | ۱ میلادی–۳۷۵ میلادی                               | کوشان‌ها یکی از پنج تیره یوئه‌چی بودند که در جریان مهاجرت از آسیای میانه به سمت مرکز افغانستان امروزی، به ویژه از بلخ تا پیشاور ساکن شدند. یوئه‌چی شکل چینی نام این اقوام است و نام اصلی آن‌ها به دست ما نرسیده است. با این حال امروزه تاریخ‌نگاران معتقدند که یوئه‌چی به شکل اتحادیه‌ای از اقوام یوئه‌چی از منطقهٔ باختر و تخاری بودند. |  |
| بار نخست تسلط شاهنشاهی ساسانی     | دورهٔ نخست: پیرامون ۲۳۰ میلادی–پیرامون ۳۶۵ میلادی  | شاهنشاهی کوشانی در اوایل و میانه‌های سده سوم میلادی تحت فشار نیروهای ساسانی از هم فرو پاشید. بخش‌های غربی آن شامل بلخ (مرکز امپراتوری)، سغد، گنداره و قسمت‌هایی از هند تحت فرمان ساسانیان درآمد. ساسانیان این مناطق را به پادشاهی نیمه مستقلی به نام کوشانشهر بدل کردند. کوشانشهر یکی از استان‌های شاهنشاهی ساسانی بود که در منطقه بین دره کابل و دره پیشاور واقع گردیده بود. کوشانشهر با حمله کیداریان سقوط کرد. پیروز، پادشاه ساسانی (هجدهمین شاهنشاه ساسانی از ۴۵۹ تا ۴۸۴ میلادی)، توانست به‌طور کامل کیدارها را مغلوب کند و آنان را تا قندهار کنونی پس براند. اما قوم دیگری موسوم به هپتالیان به نواحی تخارستان هجوم آورده و پیروز یکم را شکست دادند و سرانجام او در نبرد هرات (۴۸۴ میلادی) جان خود را از دست داد. طی عواقب این جنگ دولت ساسانی مجبور به انعقاد قرار داد صلحی با هپتالیان شد که طبق آن باید سالیانه باج سنگینی به هپتالیان پرداخت می‌کرد، خراج سالیانه تا پادشاهی خسرو انوشیروان ادامه داشت. |  |
| کیداریان                          | ۳۲۰ میلادی -۴۷۶ میلادی                            | در سال‌های ۳۶۰–۳۷۰ پس از میلاد، پادشاهی کیداری در مناطق آسیای مرکزی که قبلاً توسط شاهنشاهی ساسانی اداره می‌شد، تأسیس شد و جایگزین کوشانشاهان در باختر (بلخ) شد. کیداری‌ها با هپتالیان که حدود یک قرن بعد جایگزین آن‌ها شدند کاملاً متفاوت هستند. |  |
| هپتالیان                          | ۴۴۰ میلادی–۵۶۰ میلادی                             | قبایلی از هون‌ها را تشکیل می‌دادند و با نام هون‌های سفید نیز شناخته می‌شدند. آن‌ها به دست قوای مشترک شاهنشاهی ساسانی و امپراتوری گوک‌ترک‌ها از بین رفتند. |  |
| بار دوم تسلط شاهنشاهی ساسانی      | دورهٔ دوم: ۵۶۵ میلادی–۶۲۸ میلادی                   | بین سال‌های ۵۶۳ و ۵۶۷ میلادی، ترک‌های غربی در اتحاد با ایرانیان به بقایای پادشاهی هپتالی یورش بردند و قلمرو آنها را بین خود تقسیم کردند. این بار، ایالات سغد و فرغانه به تسلط ترکان درآمد و قسمت جنوبی جیحون شامل نواحی باختر و تخارستان سهم ایران شد. پس از این واقعه، برای مدتی کوتاه، رود جیحون سرحد بین ایران و ترکان محسوب می‌شد. |  |
| خاقانات غربی ترک                  | ۶۰۳–۶۵۷ (مستقل) - ۶۵۷–۷۴۲ (دست‌نشانده دودمان تانگ) | تون جبغو خان (سلطنت ۶۱۸–۶۲۸ میلادی) خان بزرگ خاقانات غربی ترک، جنوب افغانستان را تسخیر کرد و به همین ترتیب تمام شمال و غرب پاکستان معاصر به تصرف ترک‌ها درآمد یا حداقل مطیع ترک‌های مهاجم گردید. |  |